# Jacques Villeneuve
Jacques Joseph Charles Villeneuve detto anche Jacques Jr (AFI: [ʒak vilˈnœv]; Saint-Jean-sur-Richelieu, 9 aprile 1971) è un ex pilota automobilistico canadese con cittadinanza italiana, campione del mondo di Formula 1 nel 1997 e vincitore della 500 Miglia di Indianapolis e del Campionato CART nel 1995.
Nella massima serie dimostrò indubbie capacità velocistiche e grande abilità nei duelli ravvicinati, tanto che Frank Williams lo accostò al campione australiano Alan Jones per la sua durezza in pista e per la mancanza di timori reverenziali nei confronti degli avversari. La sua personalità anticonformista e il suo atteggiamento schietto ebbero un forte impatto nella Formula 1 della seconda metà degli anni novanta.
Dopo aver terminato la carriera nella classe regina a metà della stagione 2006, ha preso parte a due edizioni della prestigiosa 24 Ore di Le Mans, ottenendo come miglior risultato il secondo posto. Villeneuve ha quindi sfiorato la Triple Crown (Campionato mondiale di Formula 1, 500 miglia di Indianapolis e 24 Ore di Le Mans), affermandosi come uno tra i piloti più versatili nel panorama automobilistico moderno. Nella Le Mans Series ha vinto la 1000 km di Spa. Successivamente ha partecipato ad alcune gare della serie Americana Nascar Nationwide Series, ottenendo discrete prestazioni. Nel 2013 ha iniziato l'attività di commentatore per il campionato mondiale di Formula 1, lavorando per Sky Sport Italia e Canal+.
Suo padre Gilles, che fu uno dei più amati piloti della Ferrari, morì tragicamente durante le qualifiche del Gran Premio del Belgio 1982, quando Jacques aveva undici anni. Uno zio, anch'egli di nome Jacques, è stato a sua volta pilota automobilistico professionista.

## Carriera

### Gli inizi
(Jacques Villeneuve riferendosi alla tragica morte del padre Gilles)
Appena due anni dopo la morte del padre, il tredicenne figlio di Gilles decise di seguirne le orme, ma la sua volontà si scontrò presto con quella della protettiva madre Joann. Secondo un curioso aneddoto, per scoraggiare il figlio, Joann gli promise che lo avrebbe accompagnato in una pista per kart solo se fosse riuscito a conseguire ottimi risultati in matematica, materia in cui il ragazzo aveva gravi lacune. Il giovanissimo e caparbio Villeneuve, contrariamente alle aspettative materne, riuscì a mantenere la sua parola e Joann fu così costretta a rispettare l'accordo.
Il battesimo in pista avvenne a Imola dove i proprietari del tracciato rimasero impressionati nel vedere Villeneuve passare con disinvoltura dal Kart 100 al 135, fino alla Formula 4. Una volta tornato in Canada, il giovane fu iscritto da suo zio alla prestigiosa scuola di pilotaggio "Jim Russell". A fine corso, l'istruttore dichiarò che Villeneuve era il pilota migliore che avesse mai avuto. Dopo ottimi esordi con l'Alfa 33, cominciò a correre nella Formula 3 italiana nel 1989 e vi rimase fino 1991, con alterne fortune, per poi passare alla Formula Nippon nel 1992, dove vinse tre gare e arrivò secondo in campionato.

Villeneuve a Magione per dei test a bordo di una monoposto di Formula 3, inverno 1989.

Nel 1993 si trasferì in America per competere in Formula Atlantic, alla guida di una delle vetture del team minore di Barry Green (il team maggiore correva invece in Formula Cart). Nella categoria ottenne cinque successi e sette pole position, conquistando il terzo posto generale.

### Formula CART e 500 Miglia di Indianapolis
I buoni risultati ottenuti indussero Barry Green a offrirgli un volante per disputare il Campionato CART nel 1994. Il team manager rimase molto colpito dall'esplosione agonistica di Villeneuve in Formula Atlantic, dove aveva mostrato rapidità di adattamento, velocità e maturità, oltre a buone doti di "calcolatore" e decise quindi di puntare su di lui. Villeneuve non deluse le aspettative e, dopo alcune corse di apprendistato, grazie alla sua motivazione e concentrazione riuscì a ripagare la fiducia del patron; il canadese infatti si impose come Rookie of the Year (miglior esordiente), ottenendo anche la sua prima vittoria nel Campionato Cart nella gara di Elkhart Lake e il secondo posto nella 500 Miglia di Indianapolis.
Nel 1995, forte dell'esperienza accumulata l'anno precedente, vinse la 500 Miglia di Indianapolis in una delle sue edizioni più avvincenti e spettacolari. Infatti al trentottesimo giro, Villeneuve, che dopo il caos dei pit stop si era ritrovato in prima posizione, non si accorse di aver sorpassato la pace car e quest'infrazione venne punita con due giri di penalità. Il pilota canadese si ritrovò così da primo a ventisettesimo. Tuttavia, riuscì con intelligenza e aggressività a recuperare entrambi i giri di svantaggio e quando in testa alla gara il pilota Scott Goodyear sorpassò anch'egli irregolarmente la pace car, si ritrovò nuovamente in prima posizione, con ampio margine sugli altri concorrenti; così, nello stupore generale, vinse una delle corse più importanti del mondo. Nel corso dell'anno conquistò altre tre vittorie, diventando campione di Formula CART, categoria che all'epoca presentava tra le sue file vetture potenti come le Formula 1 ed era riconosciuta, a livello mondiale, come la seconda competizione motoristica per vetture con ruote scoperte.

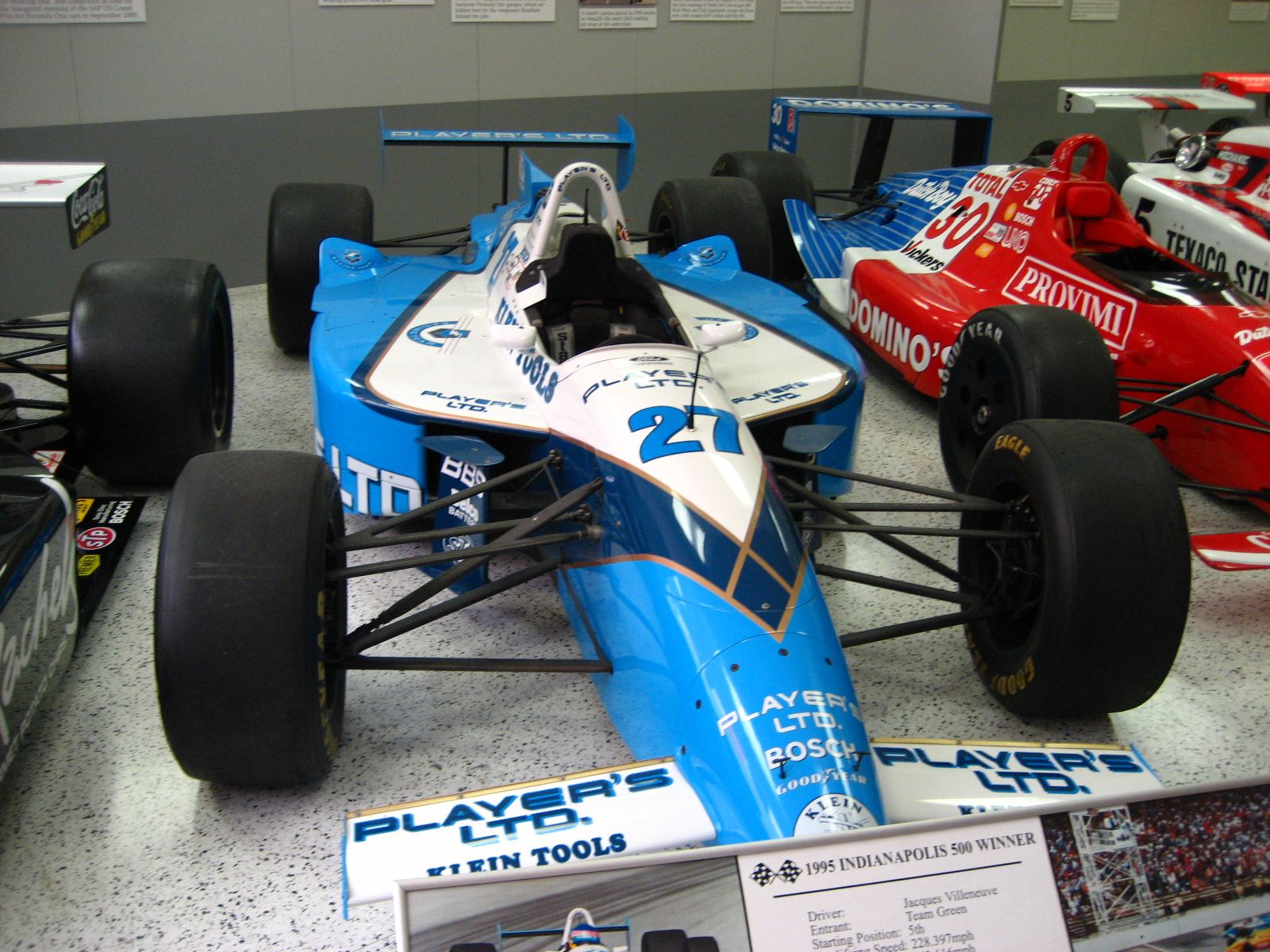
La Reynard Cosworth-Ford del Team Green con cui Jacques Villeneuve vinse la 500 Miglia di Indianapolis e la Formula Cart

Curiosamente Jacques Villeneuve vinse l'Indy 500 e la Formula Cart con il numero 27, lo stesso che aveva utilizzato il padre sulla sua Ferrari, in Formula 1, quattordici anni prima. Quell'anno ricevette anche il Trofeo Lou Marsh come miglior sportivo canadese dell'anno. Le ottime prestazioni ottenute attirarono l'interesse di Frank Williams, che gli offrì l'opportunità di girare a Silverstone, su una Williams FW17, per tre giorni di prove nell'agosto 1995. I test furono talmente positivi da indurre la scuderia britannica ad offrire a Villeneuve un contratto di due anni con opzione per il terzo. L'aggressivo e irriverente campione della Formula Cart e della Indy 500, avrebbe così affiancato Damon Hill per la stagione 1996, prendendo il posto di David Coulthard.

### Formula 1

#### 1996-1998: Gli esordi con la Williams ed il successo contro Schumacher
1996

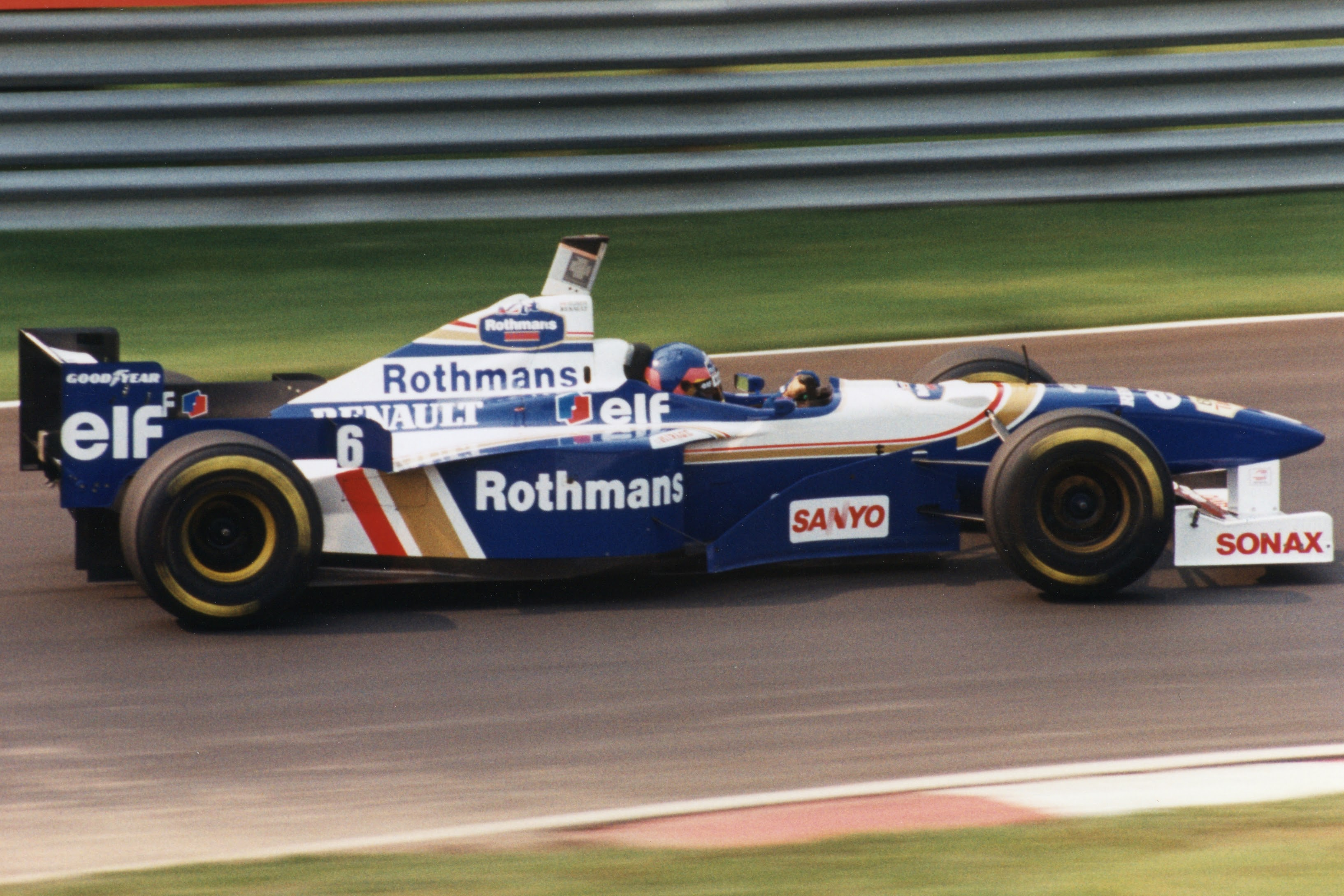
Villeneuve su Williams-Renault FW18 nel Gran Premio del Canada 1996

Nel 1996 Villeneuve, dopo essersi misurato in lunghi test invernali nei quali percorse circa 10 000 chilometri, organizzati affinché potesse rapidamente entrare in sintonia con le monoposto europee e alcuni tracciati, esordì in Formula 1 alla guida di una Williams-Renault. Il pilota canadese si fece notare già al debutto, sul nuovo Circuito Albert Park a Melbourne, ottenendo pole position e giro più veloce in gara e rimanendo in testa per la maggior parte della corsa, fin quando fu costretto a cedere la vittoria al compagno di squadra Hill a causa di una perdita d'olio, dovendosi accontentare del secondo posto. La prima vittoria non tardò molto ad arrivare, grazie anche alla competitività della sua vettura: nella quarta gara della stagione, il Gran Premio d'Europa, vinse in volata davanti alla Ferrari di Michael Schumacher. Nel prosieguo della stagione il canadese ottenne altre tre vittorie, in Gran Bretagna, Ungheria e in Portogallo, dove, nell'ultima curva precedente il traguardo, effettuò un difficile sorpasso all'esterno su Schumacher.
Nella parte centrale della stagione, inoltre, riuscì a salire sul podio per ben sette volte consecutive, dimostrando oltre alle doti velocistiche anche una buona costanza. Nella seconda parte del campionato, poi, Villeneuve cominciò a competere apertamente con Damon Hill, arrivando all'ultima gara, in Giappone, con ancora la possibilità matematica di vincere il titolo; il canadese avrebbe, però, dovuto assolutamente vincere, sperando che il suo compagno di squadra, in testa alla classifica con nove punti di vantaggio, non marcasse punti. Villeneuve ottenne la pole position, ma una brutta partenza lo costrinse a una lunga rimonta, che si arrestò comunque al 37º giro per il distacco di una ruota. Tuttavia, nella stagione di debutto collezionò quattro vittorie, tre pole position, 78 punti e il titolo di vicecampione del mondo. In seguito alla mancata conferma di Hill da parte della Williams, si ritrovò a essere prima guida della scuderia britannica per la stagione 1997.
1997
(Jacques Villeneuve riferendosi al Gran Premio d'Europa 1997, quando vinse il mondiale)

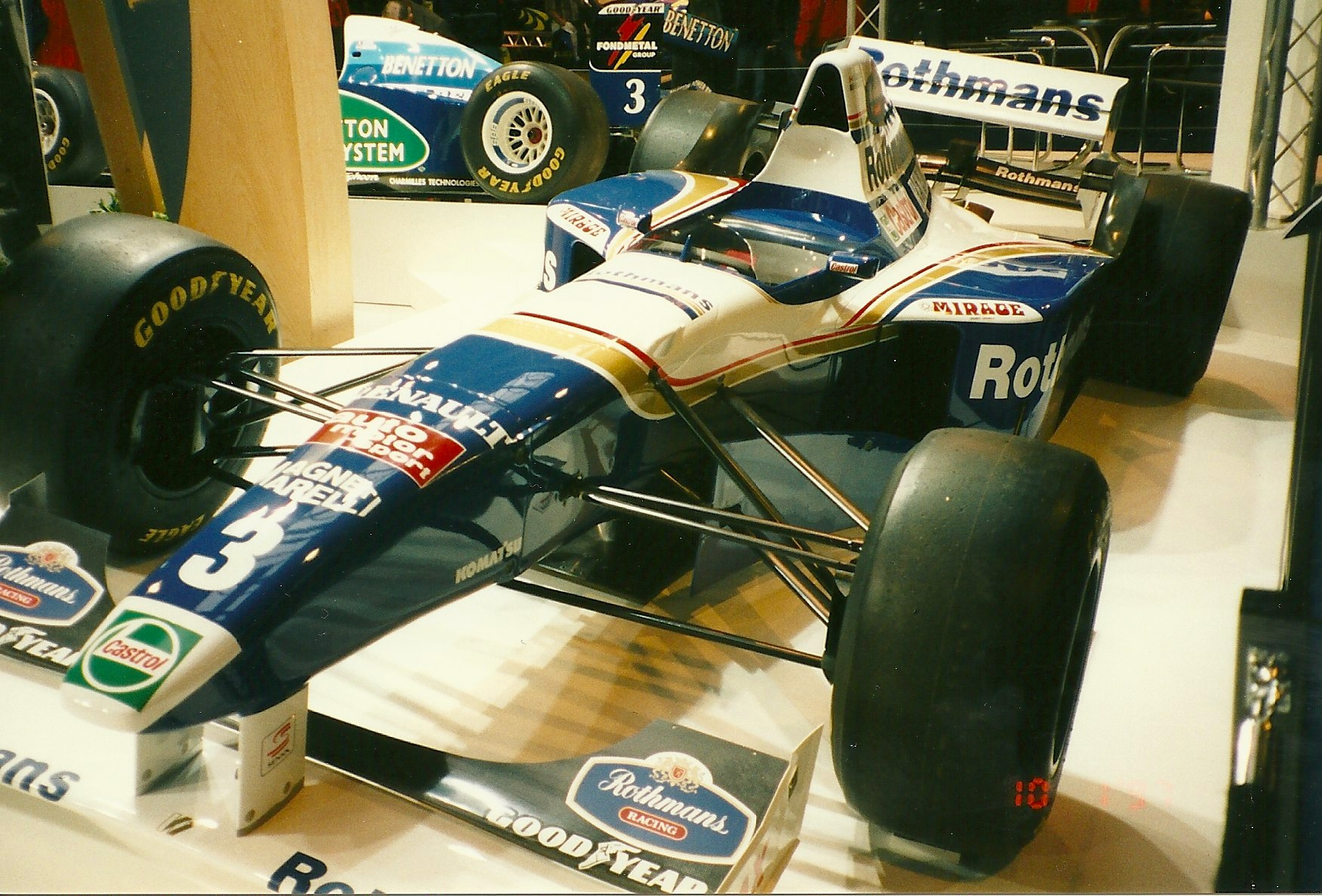
La Williams-Renault FW19, monoposto con cui Villeneuve conquistò il mondiale di Formula 1 nella stagione

Il campionato 1997 si dimostrò più difficile del previsto a causa della grande crescita prestazionale della Ferrari, che, con Michael Schumacher, contese fino all'ultimo il titolo al pilota canadese. Inoltre nel novembre del 1996 si registrò l'interruzione dello sviluppo della Williams FW19, in quanto il progettista Adrian Newey sarebbe passato alla McLaren; ciò comportò un ritardo dei lavori di un paio di settimane e l'impossibilità di valersi delle innovazioni aerodinamiche dell'ingegnere inglese durante il corso del campionato. A fine anno, inoltre, la Renault avrebbe abbandonato la Formula 1, spezzando il binomio con la Williams, che aveva dominato gli anni novanta. La casa inglese, fin da inizio stagione, si ritrovò a gestire una pressione molto elevata, visto che si sarebbe avviata verso alcuni anni di transizione che la avrebbero esclusa dalla lotta al titolo mondiale.
In Australia Villeneuve centrò la pole position nelle qualifiche, ma alla partenza scattò lentamente e fu coinvolto in un incidente innescato dalla Ferrari di Eddie Irvine. L'episodio causò varie polemiche, soprattutto da parte del canadese, che si sarebbero trascinate fino a fine stagione. Riuscì comunque ad affermarsi sia in Brasile (dove fu autore di un hat trick) sia in Argentina con relativa facilità, balzando in testa alla classifica mondiale. A Imola, dopo aver conquistato la quarta pole consecutiva, fu però costretto al ritiro per problemi al cambio, mentre sotto il diluvio del Gran Premio di Monaco, Villeneuve e Frentzen pagarono la sbagliata strategia della Williams che li fece partire con le gomme e l'assetto d'asciutto.
Il pilota Canadese si rifece in Spagna, dove ottenne il settimo successo in carriera, superando così i sei del padre Gilles, ma a questa vittoria seguirono due risultati negativi: in Canada Villeneuve andò a muro per un errore quando occupava la seconda posizione e in Francia giunse 4° subendo la vittoria di Schumacher che, ora, si trovava a comandare la classifica con un vantaggio di 14 punti. Il pilota canadese, in quest'ultima occasione, criticò non poco la Williams per aver nuovamente sbagliato la messa a punto delle monoposto, visto che la scuderia optò per un assetto da bagnato su una pista che andava progressivamente asciugandosi. Un'altra occasione di riscossa arrivò però in Inghilterra, dove il figlio di Gilles diede la centesima vittoria alla Williams, mentre Schumacher fu fermato da un guasto tecnico, ma in Germania fu invece Villeneuve a vedersi costretto al ritiro, causato da un'uscita di pista. Il pilota canadese si rifece però in Ungheria, dove prima sorpassò il pilota della Ferrari (in crisi di gomme) e successivamente, all'ultimo giro, raggiunse e sopravanzò la Arrows dell'ex-compagno Damon Hill (bloccato in terza marcia per problemi all'impianto idraulico), fino a quel momento primo. In Belgio però un'ennesima scelta errata delle gomme condizionò ancora una volta la gara del pilota della Williams, confinandolo al 5º posto, mentre Schumacher, vincendo, si riportò a +11 in classifica, un margine che, a sole cinque gare dalla fine iniziava a pesare. In settembre tuttavia fu la Ferrari ad andare incontro a un periodo difficile e Villeneuve, dopo un 5º posto a Monza, tornò a vincere in Austria (dove realizzò un hat trick) e al Nürburgring: questi risultati lo proiettarono in vetta alla classifica mondiale con 9 punti di margine su Schumacher, cosa che gli avrebbe permesso di laurearsi campione già in Giappone. Tuttavia il canadese incappò in una squalifica per non aver rispettato una bandiera gialla nelle prove libere del sabato mattina, dovuta al fatto che il pilota fosse recidivo a questa infrazione: ne beneficiò Schumacher che, tornando alla vittoria, si riportò al comando del mondiale per 1 punto. I due contendenti arrivarono quindi a giocarsi il titolo iridato all'ultima gara dell'anno, nel Gran Premio d'Europa.

Villeneuve precede il rivale al titolo Michael Schumacher durante una fase del Gran Premio di San Marino 1997

Nelle qualifiche accadde un episodio abbastanza insolito: ben tre piloti (Villeneuve, Frentzen e Schumacher) ottennero lo stesso tempo, ma fu il pilota canadese ad aggiudicarsi la pole position, avendo ottenuto il proprio tempo prima dei due tedeschi. Tuttavia alla partenza scattò male e Schumacher prese il comando riuscendo a guadagnare un discreto margine; dopo la seconda serie di pit-stop, il pilota della Ferrari conservava un vantaggio di circa 2"5 su Villeneuve che tuttavia, proprio da quel momento iniziò a rimontare rapidamente, riportandosi alle spalle del rivale. Al 47º giro, alla curva "Dry Sac", si decise la stagione: il pilota canadese attaccò e infilò la Ferrari con una mossa sorprendente al punto da costringere Schumacher a una scorrettezza. Infatti il pilota tedesco, che non si aspettava la manovra del rivale, entrò piuttosto largo in curva e, non potendo più difendersi, nel tentativo estremo di resistere al sorpasso di Villeneuve, tentò di speronare la Williams cercando l'incidente, ma fu lui ad avere la peggio, insabbiandosi.
Il ventiseienne canadese rimase invece in pista e nel finale si concesse il lusso di farsi superare dalle due McLaren, ma giunse comunque terzo al traguardo, risultato che gli assicurò l'iride mondiale, prima volta per un pilota del paese della foglia d'acero. Due settimane più tardi, Schumacher venne squalificato ed eliminato dalla classifica generale. Jacques Villeneuve vinse così il campionato del mondo, conquistando 7 vittorie, 10 pole position e 81 punti complessivi, facendo meglio del padre in Formula 1. Verso la fine del campionato, Villeneuve prese duramente posizione contro Max Mosley (presidente della FIA) e l'introduzione delle nuove regole per il 1998, norme che avrebbero reso le vetture e i circuiti più sicuri, ma che, a giudizio del campione del mondo, avrebbero quasi inibito il fattore rischio, penalizzando i piloti capaci di calcolarlo e sfidarlo, appiattendo così la Formula 1 e rendendola meno attraente. Nel dicembre 1997 Villeneuve venne votato per la seconda volta come miglior sportivo canadese dell'anno.
1998
Nel 1998 una serie di cambiamenti fecero cessare l'enorme competitività della Williams: la Renault lasciò la Formula 1, cosicché la squadra inglese passò ai poco potenti motori Mecachrome, in realtà derivati da quelli della casa transalpina, ma con delle modifiche nella testata aggiornata, nel peso e nella compattezza. Il propulsore risultò essere subito affidabile, ma nel corso del tempo avrebbe pagato in sviluppi e potenza, arrivando ad avere addirittura 50 cavalli in meno del Mercedes montato dalla McLaren. Inoltre la FW20 fu la prima vettura, dopo molti anni, a essere realizzata senza il fantasioso apporto di Adrian Newey, passato alla McLaren all'inizio del 1997; la progettazione della vettura, evoluzione della FW19, ebbe come responsabili Patrick Head e Gavin Fisher e si basò su soluzioni troppo conservative per puntare sull'affidabilità; scelte evidentemente errate, vista la stagione che fu all'insegna delle rivoluzioni tecniche. Tutto questo contribuì a realizzare una monoposto che non riuscì più a essere competitiva per la vittoria e Villeneuve non poté mai seriamente difendere il proprio titolo.
Il canadese cominciò la stagione con un quinto posto in Australia, anche se venne penalizzato dal surriscaldamento degli pneumatici. In Brasile fu protagonista di un brutto incidente nelle qualifiche e corse in condizioni fisiche precarie, non riuscendo a entrare in zona punti. Anche in Argentina non riuscì a conseguire alcun risultato, essendo stato costretto al ritiro dopo un incidente con David Coulthard. Al Gran Premio di San Marino il campione del mondo mostrò pienamente le sue doti, terminando la gara in quarta posizione alle spalle di Irvine, ma perse un potenziale podio perché rallentato, nell'imminenza della sua prima sosta, dal doppiaggio del lentissimo Rosset e, successivamente, perché costretto a una lunghissima seconda fermata ai box per problemi allo sportellino del serbatoio. Villeneuve andò a punti anche in Spagna e a Monaco, mentre in Canada, dopo aver condotto un'ottima prima parte di gara, compromise la sua corsa arrivando lungo a una curva in seguito a un tentativo di sorpasso sul momentaneo leader Fisichella.

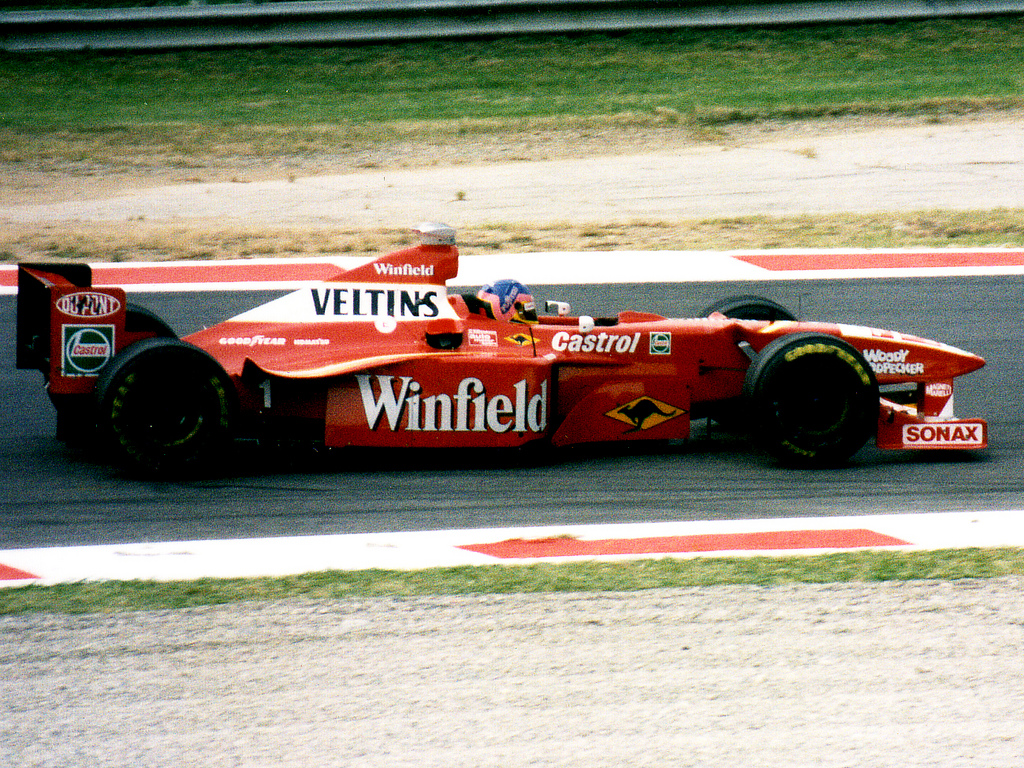
Villeneuve su Williams-Mecachrome FW20 nel

Villeneuve tornò a punti in Francia con un quarto posto, mentre in Inghilterra, partito terzo con un assetto rigido (per condizioni di pista asciutta), scivolò fuori dai primi sei, apparendo poco a suo agio sulla pista bagnata. Colse punti anche in Austria, in cui finì sesto, e in Germania, dove impressionò per la sua combattività, in quanto fu l'unico pilota in grado di tenere il passo delle McLaren; nella parte finale della gara Häkkinen fu costretto a rallentare in seguito ad alcuni problemi tecnici e anche Coulthard, che in ottica mondiale non doveva togliere punti preziosi al compagno di scuderia, alzò il piede dall'acceleratore. Villeneuve avrebbe potuto vincere, ma incredibilmente anch'egli fu costretto a rallentare a causa di un problema al differenziale, terminando al terzo posto, risultato che replicò anche in Ungheria. Dopo un ritiro in Belgio dovuto all'acquaplaning, nelle qualifiche del Gran Premio d'Italia, il campione canadese, con un assetto notevolmente scarico, riuscì a conquistare sorprendentemente la seconda posizione in griglia alle spalle di Michael Schumacher; durante la gara però la vettura soffrì di seri problemi all'impianto frenante che andò del tutto in avaria al trentasettesimo giro, causando l'uscita di pista di Villeneuve con un violento testacoda alla seconda curva di Lesmo; il pilota della Williams perse così un potenziale podio. Dopo una gara negativa al Nürburgring, in cui venne penalizzato da un errore dei meccanici durante il pit-stop che vanificò la sua strategia, in Giappone raccolse il suo ultimo punto in Williams con un sesto posto.
Nella classifica finale si piazzò al quinto posto con 21 punti complessivi, preceduto dai piloti di McLaren e Ferrari. Il pilota canadese dimostrò di essere degno del titolo conquistato l'anno precedente, vinse per il secondo anno consecutivo il confronto interno con il veloce compagno di scuderia Heinz Harald Frentzen e senza il suo accanimento per la ricerca del risultato, la stagione della Williams, classificatasi terza nel mondiale costruttori, sarebbe stata ancora più deludente. Risultò essere inoltre il pilota più consistente in gara, avendo completato 937 giri totali, 16 in più di Michael Schumacher e addirittura 81 in più del campione del mondo Mika Häkkinen (856 giri totali), dimostrando non soltanto la discreta affidabilità della FW20, ma anche ottima intelligenza tattica e scarsa propensione all'errore. Per il 1999 Villeneuve, nonostante la volontà della Williams di proseguire nel rapporto lavorativo, scelse di trasferirsi nella nuova scuderia BAR diretta dal suo manager e amico Craig Pollock.

#### 1999-2003: BAR
1999

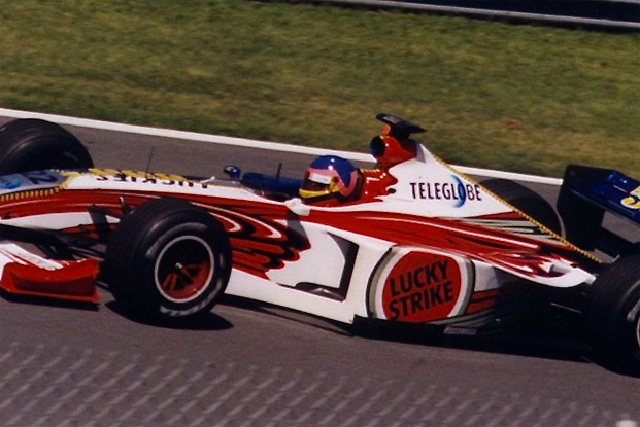
Villeneuve sulla debuttante BAR-Supertec 01

Nel 1999 Villeneuve, sorprendendo addetti ai lavori, stampa e tifosi, invece di cercare un volante in una scuderia vincente decise di trasferirsi al team esordiente BAR (che aveva rilevato la Tyrrell), con cui firmò un contratto biennale di 25 miliardi di lire. La BAR era in parte proprietà del suo manager personale Craig Pollock e in parte della BAT, multinazionale del tabacco, anche se probabilmente lo stesso pilota possedeva segretamente delle azioni del team. La vettura sarebbe stata motorizzata dalla Supertec, mentre il telaio fu fornito dalla Reynard, costruttore con cui Villeneuve e Pollock avevano già trionfato in Formula Cart nel 1995; come compagno di squadra, avrebbe avuto il debuttante brasiliano Ricardo Zonta.
Le aspettative erano molto alte, visto anche che la BAR godette alla nascita di un budget di circa 180 miliardi di lire, e Craig Pollock dichiarò di voler vincere almeno una gara nell'arco della stagione, ma le ambizioni si scontrarono con la realtà: la scuderia infatti pagava l'inesperienza nella massima formula e in particolare la vettura non si rivelava mai all'altezza soprattutto dal punto di vista dell'affidabilità; infatti, nonostante le buone prestazioni in qualifica, come un quinto posto al Gran Premio di San Marino e un sesto in Spagna, in gara le cose andarono sempre al peggio. Proprio in Spagna Villeneuve riuscì a mostrare la sua abilità: inseritosi al terzo posto dopo un'ottima partenza, fu in grado di precedere i piloti Ferrari per lungo tempo e perse la posizione solo a causa di una sosta ai box più lenta rispetto a quella degli avversari. Mentre occupava la quinta piazza, però, fu costretto nuovamente al ritiro.
Il calvario proseguì per tutta la stagione: si registrarono undici ritiri consecutivi e Villeneuve giunse per la prima volta al traguardo al Gran Premio del Belgio, ottenendo un quindicesimo posto a cui seguì un ottavo posto in Italia, miglior risultato annuale. La stagione finì quindi senza punti e con più ritiri che arrivi al traguardo, una vera delusione per l'ex campione del mondo che aveva scelto la BAR per tornare a vincere.
2000

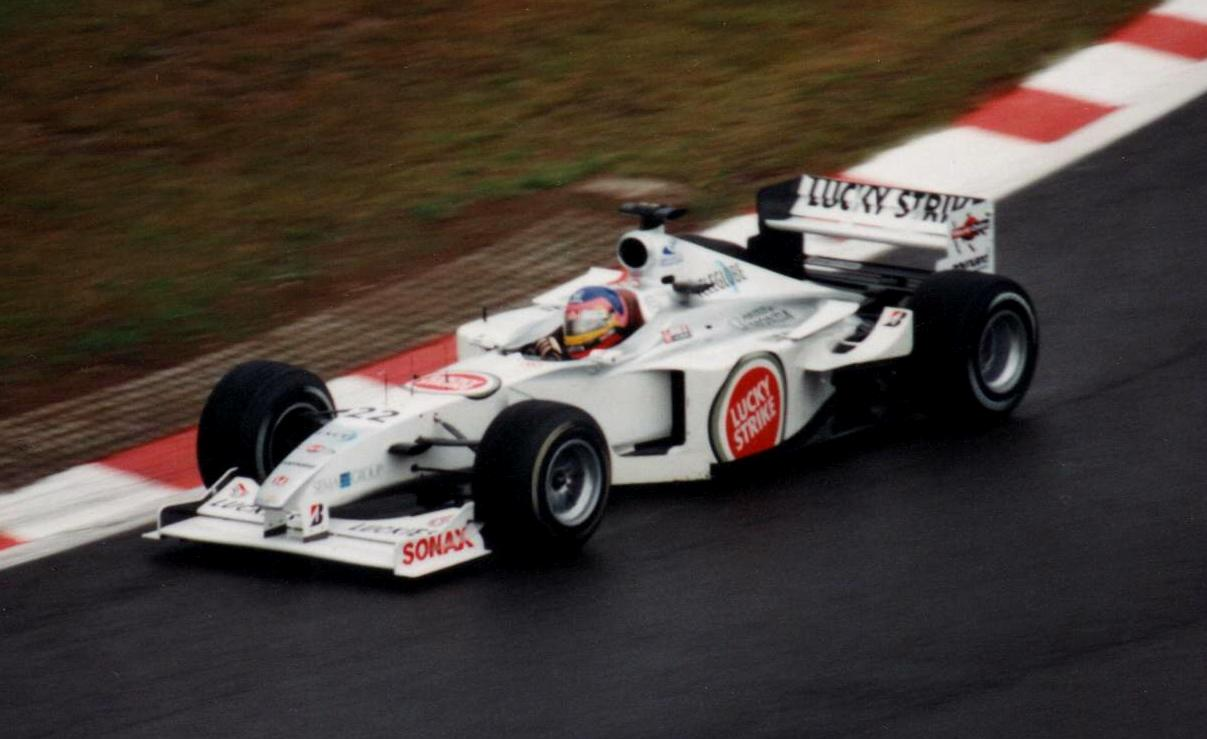
Villeneuve su BAR-Honda 002 nel

Nel 2000 la BAR cambiò motorizzazione, passando alla casa giapponese Honda; il nuovo propulsore e una migliorata affidabilità risollevarono le prestazioni del team. La stagione risultò subito migliore della precedente, infatti, dopo un anno di attesa, nella prima gara del campionato Villeneuve rivide la zona punti giungendo al quarto posto. Emulò tale risultato in altre tre occasioni (Francia, Austria e Stati Uniti) e sfiorò il podio a Monza dove fu costretto al ritiro per problemi al propulsore e in occasione del Gran Premio degli Stati Uniti, dove intraprese una lunga lotta con Frentzen, che riuscì infine a precederlo. In totale raccolse punti in sette differenti occasioni, che gli permisero di classificarsi a fine stagione al settimo posto in classifica mondiale con 17 punti totali. Il bilancio complessivo fu quasi sorprendente se comparato con quello dell'anno precedente e il team registrò un deciso balzo in avanti giungendo quinto nel mondiale costruttori.
Con la speranza che la squadra stesse finalmente intraprendendo la strada giusta per lanciare la sfida mondiale a Ferrari e McLaren, Villeneuve, nonostante la corte di altri team più importanti, decise di restare fedele al suo manager Craig Pollock e all'idea di vincere insieme alla BAR. L'ex campione del mondo firmò quindi un nuovo contratto triennale da 25 miliardi di lire all'anno, con l'opzione di liberarsi eventualmente dalla BAR a fine 2001 se la stagione non fosse stata soddisfacente. Il canadese rifiutò infatti anche un'offerta economicamente importante della Renault, dopo che per diverse settimane si trovò in trattative con Briatore; tuttavia subentrarono troppe complicazioni, tanto da avvalorare la tesi che Villeneuve fosse in realtà coinvolto in qualche modo con la società che gestiva la stessa BAR.
2001

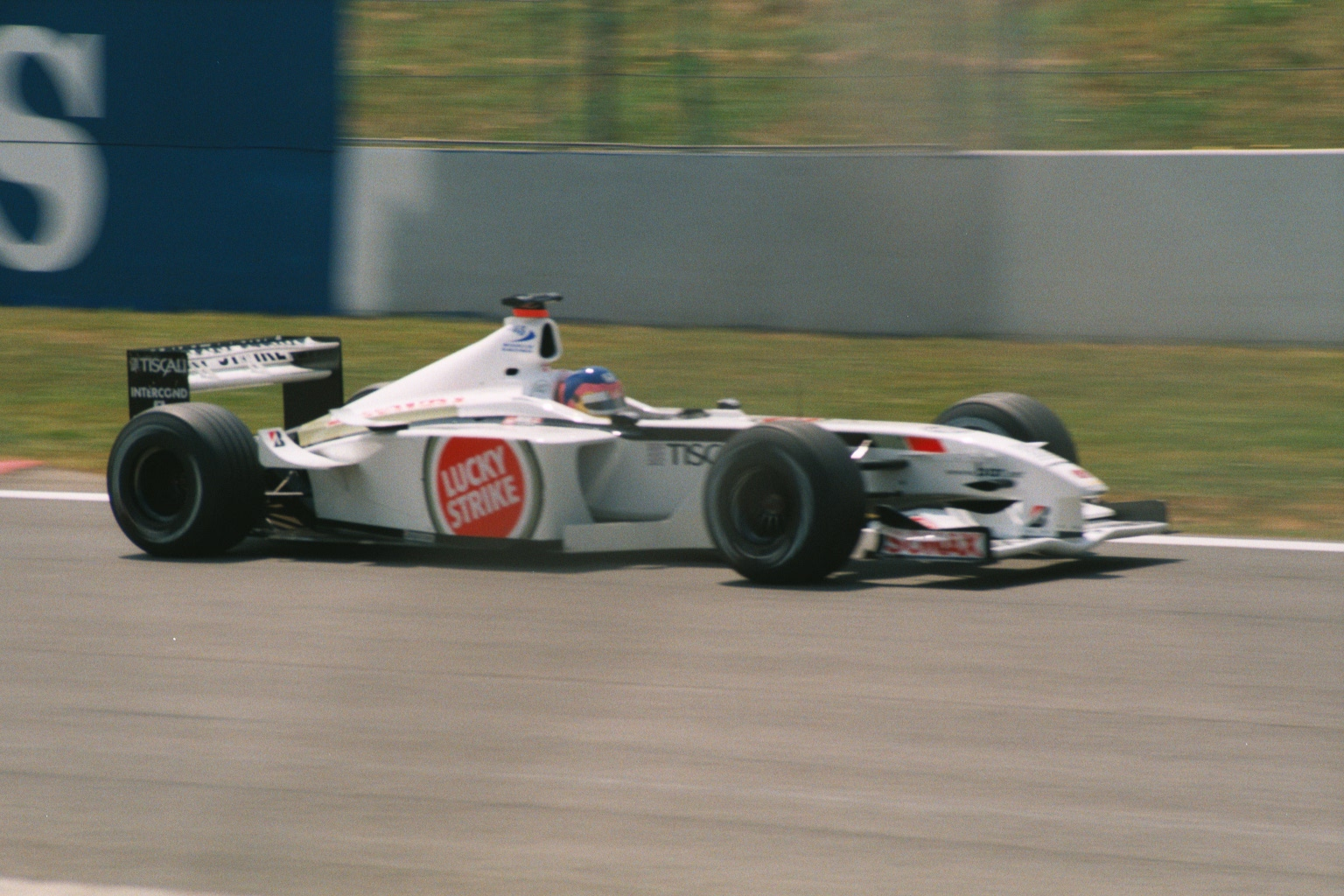
Villeneuve su BAR-Honda 003 al Gran Premio di Spagna 2001

Nel 2001 non vi furono sostanziali cambiamenti rispetto al 2000: la BAR 003 risultò essere meno veloce della vettura precedente, ma grazie a una maggiore affidabilità, Villeneuve fu capace di salire sul podio in Spagna e in Germania. Oltre a questi due acuti, la stagione però non si rivelò all'altezza delle aspettative: Villeneuve e la BAR speravano di potersi distinguere come terza forza del mondiale, ma il team si ritrovò ben lontano dalle posizioni di vertice. Nella gara di apertura a Melbourne, durante un tentativo di sorpasso su Ralf Schumacher, il canadese fu risucchiato dalle turbolenze del pilota tedesco, lo tamponò e la sua vettura volò andando a sbattere violentemente contro un muro; durante l'impatto una ruota si staccò e colpì un commissario uccidendolo.
Inoltre, nelle prime gare stagionali successive all'incidente, il nuovo compagno di squadra Olivier Panis risultò essere leggermente più veloce di Villeneuve che, dopo il botto australiano, subì lo spostamento di una vertebra. Dal Gran Premio di Spagna, però, il canadese, ormai recuperata la condizione fisica, tornò a essere più competitivo, conquistando poi nel corso della stagione punti molto importanti per la BAR e battendo nettamente nel confronto diretto Panis. In Canada, nelle prove libere del venerdi, Villeneuve e Montoya vennero a contatto, con il colombiano che tamponò il canadese; successivamente, nella consueta riunione dei piloti del venerdì, i due ebbero un violento litigio e dopo un duro scambio di accuse arrivarono alle mani.

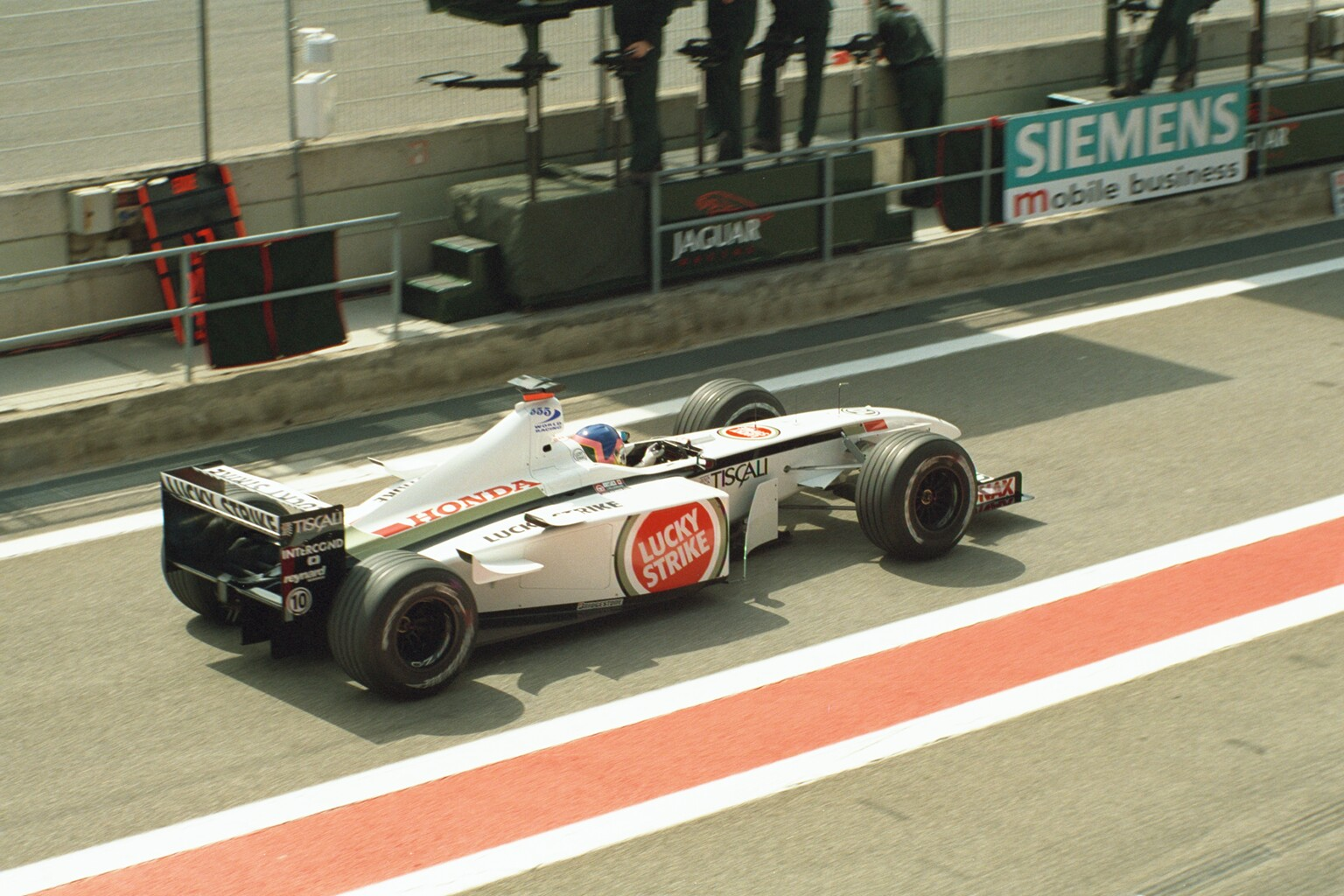
Villeneuve su BAR-Honda,alla quale regalò i primi due podi della sua storia nella stagione 2001

Nell'arco della stagione, l'ex campione del mondo ottenne, oltre ai due terzi posti in Spagna e in Germania, anche un ottimo quarto posto a Monaco, dove giunse a un secondo e mezzo dal terzo classificato Eddie Irvine, e un sesto posto al Gran Premio d'Italia. Nonostante i saltuari piazzamenti a punti e con la maggior parte delle gare conclusasi tra il settimo e il nono posto, Villeneuve conquistò nuovamente la settima posizione finale nel campionato davanti ai piloti Jordan, Benetton e Sauber e alle spalle dei soli piloti appartenenti ai tre top team (Ferrari, McLaren e Williams). La BAR-Honda, quindi, grazie in particolare alla spinta di Villeneuve che fu capace di totalizzare 12 punti finali rispetto ai 5 ottenuti da Panis, riuscì a classificarsi sesta nel mondiale costruttori, un risultato di per sé discreto, ma modesto se paragonato alle ambizioni di Villeneuve e della multinazionale BAT. Villeneuve decise, comunque, in estate di proseguire il rapporto con la BAR e di non svincolarsi, dando ancora credito al progetto dell'amico e manager Craig Pollock, nonostante un interessamento della Jaguar.
2002

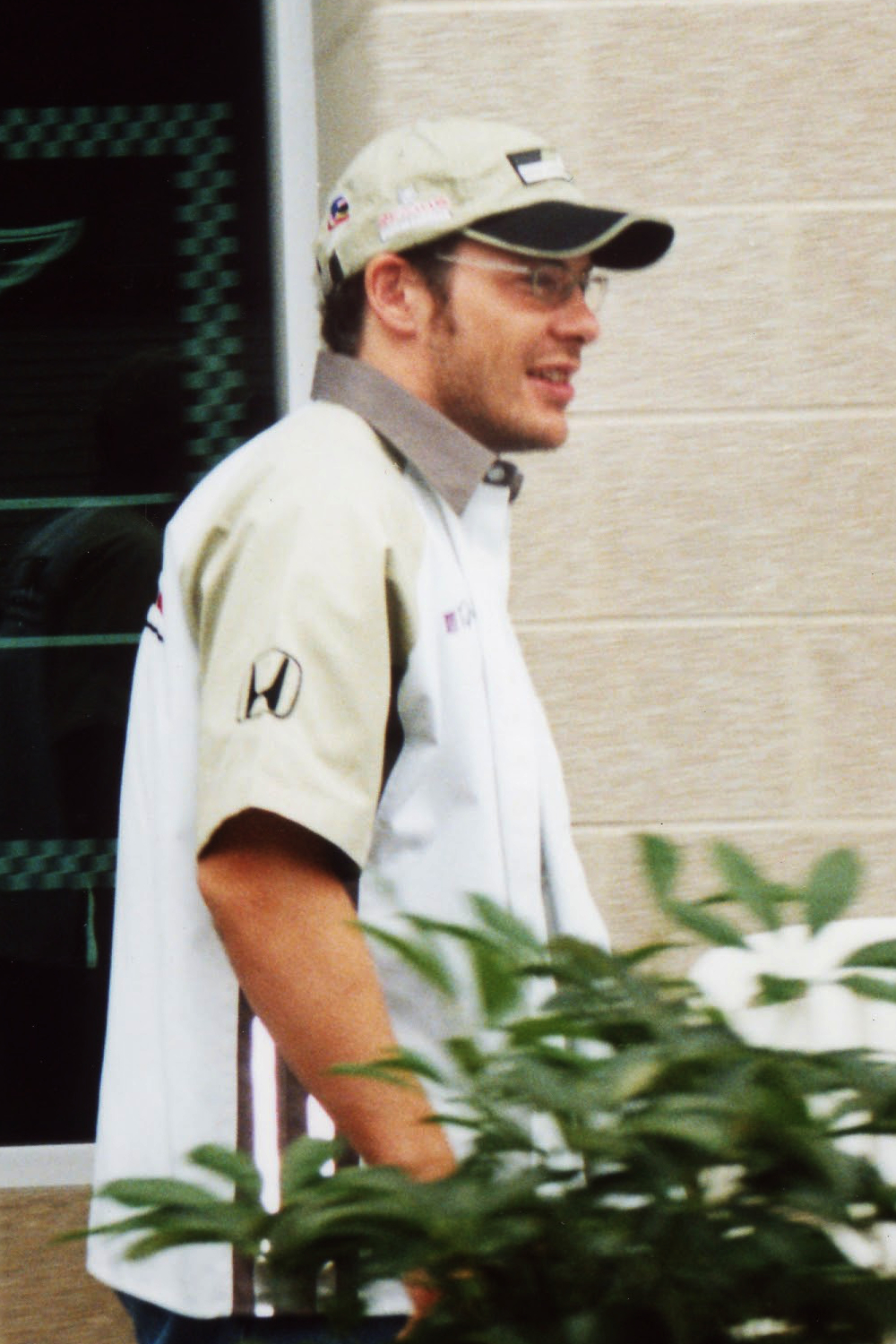
Villeneuve nel

Nel 2002, il "progetto" BAR ebbe un brusco cambiamento, infatti Craig Pollock venne clamorosamente estromesso dalla squadra a inizio anno e sostituito dal manager inglese David Richards, che sin dall'inizio cominciò a ridisegnare i vertici della scuderia di cui Villeneuve, probabilmente, possedeva ancora delle azioni. La nuova vettura fu comunque disastrosa e il canadese raccolse solo quattro punti, mentre Panis non andò oltre i tre. Solo nel Gran Premio d'Austria risultò competitivo, adottando una strategia di gara estremamente aggressiva che, sorpasso dopo sorpasso, gli consentì di raggiungere la terza posizione prima di essere costretto al ritiro per la rottura del motore.
Villeneuve, a fine 2002, si trovò davanti a un bivio della sua carriera: infatti David Richards, già durante l'anno, gli aveva comunicato a più riprese che il suo ingaggio (18 milioni di dollari) avrebbe potuto rappresentare un ostacolo per le finanze destinate allo sviluppo del team e che quindi, in futuro, non sarebbe stato più contemplato. Secondo molte voci attendibili, il patron, per liberarsi dall'oneroso contratto di Villeneuve, gli offrì un sedile in Formula Indy; in questo modo, il canadese avrebbe potuto prendersi un anno sabbatico dalla Formula 1, per attendere che, eventualmente, si liberasse un sedile in un team di vertice per il 2004, ma il pilota declinò l'offerta. Così, non trovando offerte migliori, non ebbe altra opportunità che continuare in BAR, nonostante i rapporti tutt'altro che sereni, usufruendo dell'ultimo anno di contratto con il multimilionario ingaggio.
2003

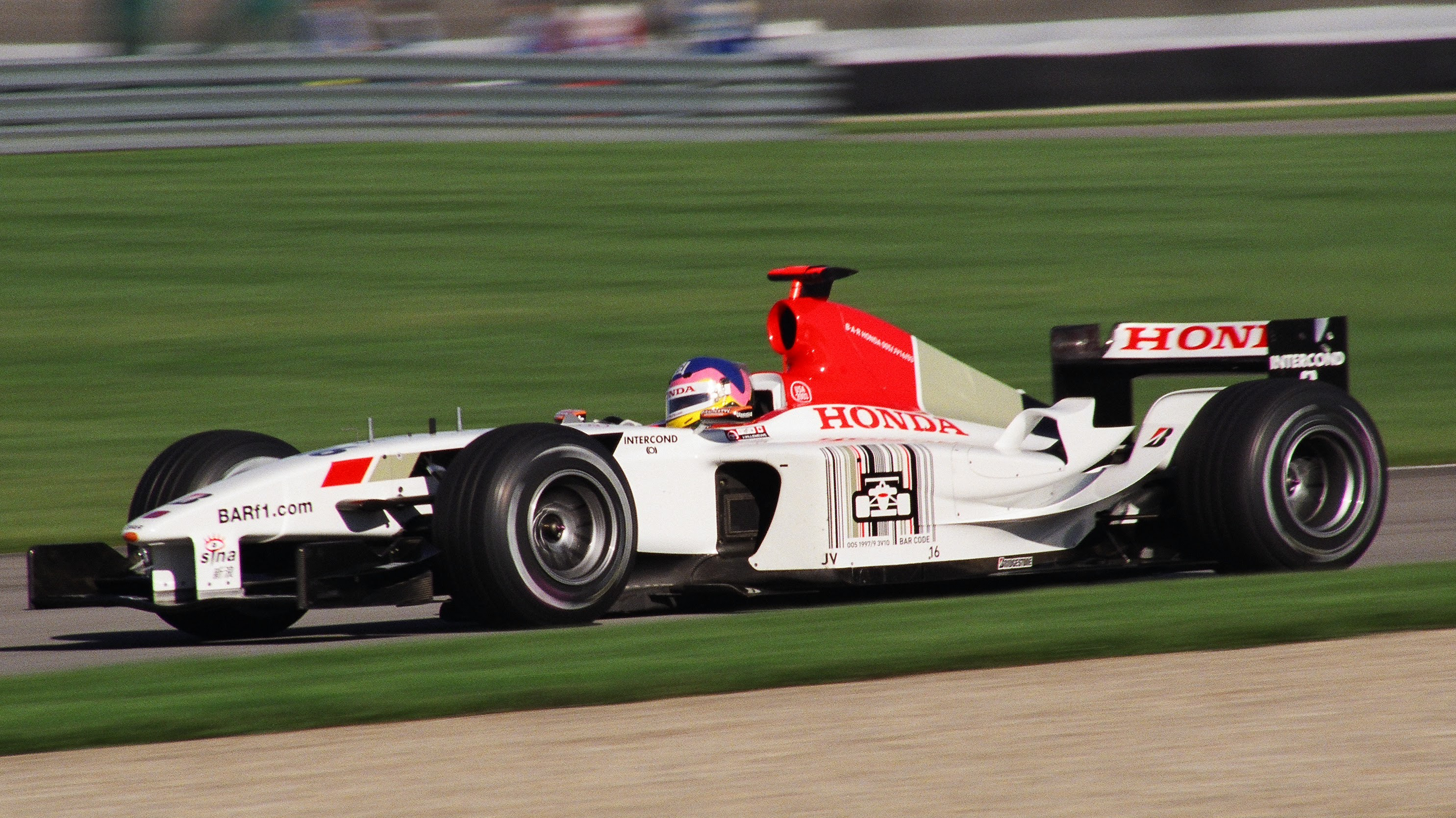
Villeneuve sulla BAR-Honda 005, al suo ultimo anno nel team

Il 2003, però, cominciò malissimo ancora prima del via: infatti gli attriti tra Villeneuve e Richards continuarono sulla scia del finale di stagione precedente; il pilota, a inizio anno, dichiarò che se la stagione non fosse stata positiva, avrebbe preso in considerazione il ritiro dalla massima categoria. Villeneuve visse un'annata sportiva negativa e perse il confronto interno con il giovane e consistente Jenson Button, che diventò quasi subito l'uomo di punta del team. Il pilota inglese fu anche evidentemente avvantaggiato dal rapporto burrascoso che intercorse tra la scuderia e il compagno di squadra, giunto ormai a fine contratto e con un divorzio certo. Inoltre Villeneuve, al contrario del regolarista Button, parve mal adattarsi ai cambi di regolamento, che per il 2003 prevedevano l'introduzione del singolo giro in qualifica, l'abolizione del warm-up e l'ampliamento della zona punti fino all'ottava posizione.
Alla fine del 2003 i rapporti tra il canadese e David Richards si incrinarono a tal punto che il pilota non disputò l'ultima gara della stagione in programma a Suzuka, venendo così sostituito dal collaudatore Takuma Satō, sostenuto dalla Honda e che sarebbe poi divenuto pilota titolare la stagione seguente. Richards proseguì così nel cambiamento ai vertici della scuderia, che avrebbe di lì a poco consentito l'acquisizione della BAR da parte della Honda. Villeneuve lasciò quindi la BAR, squadra che probabilmente doveva proprio a lui la nascita. I suoi migliori risultati restarono i due terzi posti del campionato 2001.

#### 2004: La breve esperienza in Renault
Rimasto senza un volante per il 2004, Villeneuve fu inattivo per gran parte della stagione. A fine giugno tornò a pilotare una vettura di Formula 1 per la prima volta dopo otto mesi, partecipando al Festival di Goodwood alla guida della Ferrari 312 T4 utilizzata dal padre nel 1979. Nel frattempo cercò di mantenere la forma fisica praticando vari sport, quali il calcio e l'hockey. A settembre venne reso ufficiale il suo rientro nella massima serie: dopo il licenziamento di Jarno Trulli dalla Renault, Briatore contattò il canadese offrendogli la possibilità di disputare gli ultimi tre Gran Premi dell'anno. Contemporaneamente la Sauber diffuse un comunicato in cui rese noto il suo ingaggio con un contratto biennale a partire da novembre. Dopo aver svolto alcuni test a Silverstone, Villeneuve fece il proprio esordio stagionale in Cina, ma non ottenne buoni risultati anche a causa di una condizione fisica non ottimale e di difficoltà di adattamento alla vettura.

#### 2005-2006: L'ultimo biennio con Sauber e BMW Sauber
2005

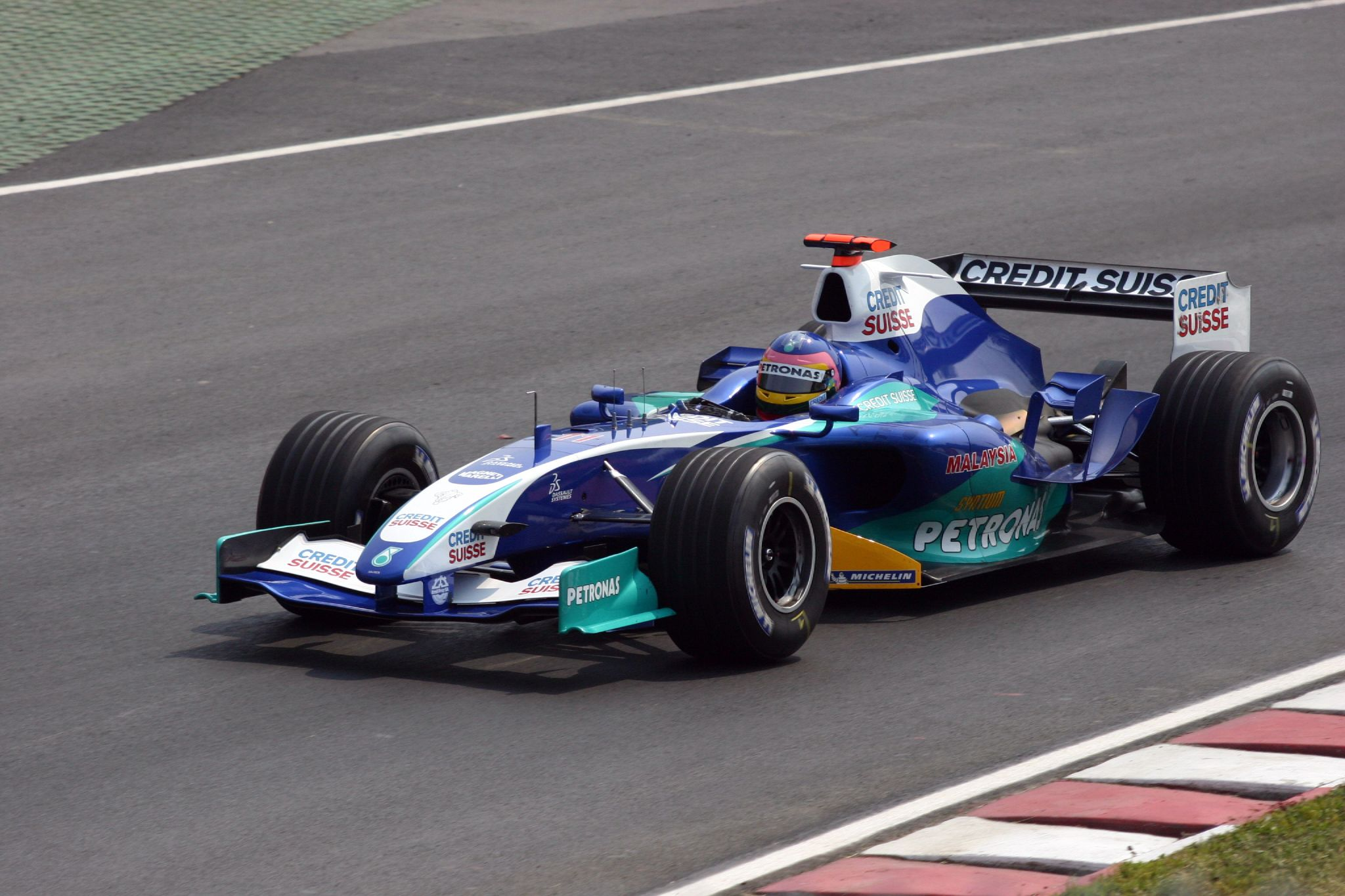
Villeneuve rientra a tempo pieno in Formula 1 nella stagione con la Sauber C24

A partire dal 2005 si accordò con il team Sauber, ma la squadra svizzera non fu all'altezza degli anni passati e, inoltre, Villeneuve faticò a rientrare nel ritmo della gara: infatti nella prima metà di stagione fu spesse volte superato in prestazioni dal veloce e giovane compagno di squadra Felipe Massa e, per questo motivo, venne poi messo in discussione dalla critica. Villeneuve però si riprese e riuscì a totalizzare 9 punti complessivi e, nonostante le difficoltà incontrate nella prima metà del campionato, il pilota canadese stette davanti a Massa nella classifica piloti fino all'ultima gara, dove venne sorpassato dal compagno di squadra per soli due punti. Comunque, le prestazioni di Villeneuve nella seconda metà dell'anno risultarono essere equivalenti a quelle del compagno di scuderia destinato alla Ferrari. Il risultato migliore ottenuto durante l'anno fu un quarto posto a Imola. Il contratto di Villeneuve era biennale, quindi continuò nel 2006, quando la squadra prese il nome di BMW Sauber dopo l'acquisto da parte del costruttore BMW.
2006

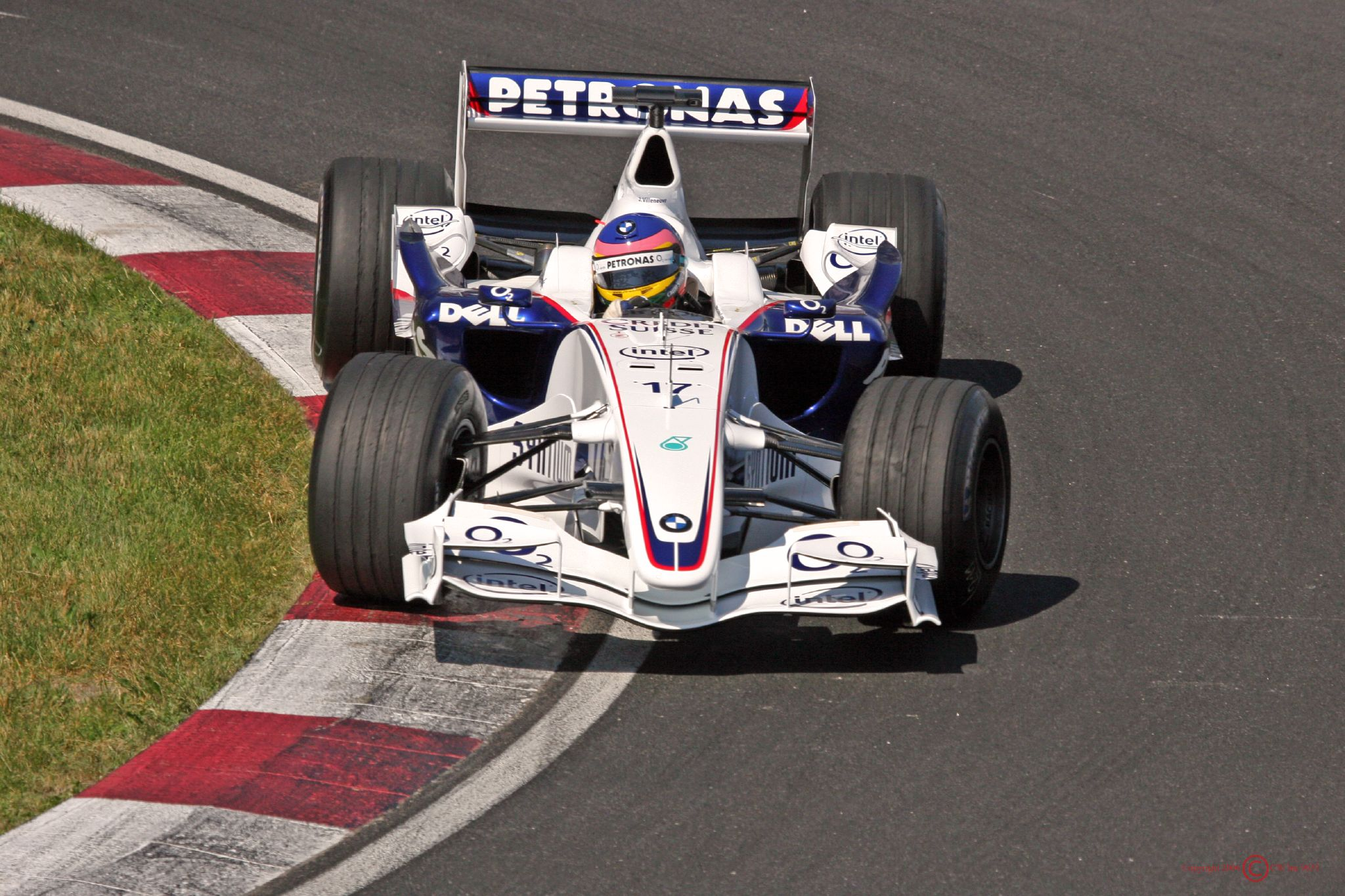
Villeneuve su BMW Sauber F1.06, al suo ultimo anno in massima Formula

Con la BMW Sauber ebbe un inizio di campionato discreto e portò alla scuderia i primi punti in Formula 1, giungendo settimo in Malesia. Nelle successive quattro gare riuscì a giungere tra i primi otto in tre occasioni, marcando come miglior risultato un sesto posto al Gran Premio d'Australia. Villeneuve, però, pagò anche alcuni ritiri che gli tolsero punti importanti: in Canada, occupava l'ottava posizione a nove giri dal termine, ma durante il doppiaggio di Ralf Schumacher, a causa delle turbolenze generate dalla Toyota, si ritrovò improvvisamente senza carico sull'anteriore e questo lo fece andare largo, costringendolo a un impatto contro le barriere.
Il canadese fu costretto al ritiro anche negli USA per il cedimento del suo propulsore, quando si trovava in settima piazza e aveva un ritmo tale da permettergli di guadagnare altre posizioni; inoltre il suo comportamento in qualifica si stava rivelando migliore di quello del compagno di squadra Heidfeld. A metà stagione il pilota Canadese ebbe un serio incidente all'Hockenheimring durante il Gran Premio di Germania. Venne quindi sostituito per problemi fisici nel Gran Premio d'Ungheria dal giovane collaudatore Robert Kubica, che si dimostrò ben presto competitivo e con un futuro assicurato nella scuderia bavarese; poco dopo, infatti, i vertici BMW proposero al convalescente Villeneuve di confrontarsi in test privati con il polacco per stabilire chi tra i due sotto contratto fosse più idoneo per il prosieguo della stagione. A quel punto, dopo aver compreso di non rientrare nei progetti futuri del team, decise per la separazione con effetto immediato, sostenendo di aver già superato prove importanti nella sua carriera e di non avere più niente da dimostrare.
Jacques Villeneuve, ormai demotivato, decise quindi di ritirarsi dalla Formula 1, dopo una carriera di alto profilo culminata con la conquista dell'iride mondiale del 1997.

### 24 Ore di Le Mans e WEC
2007

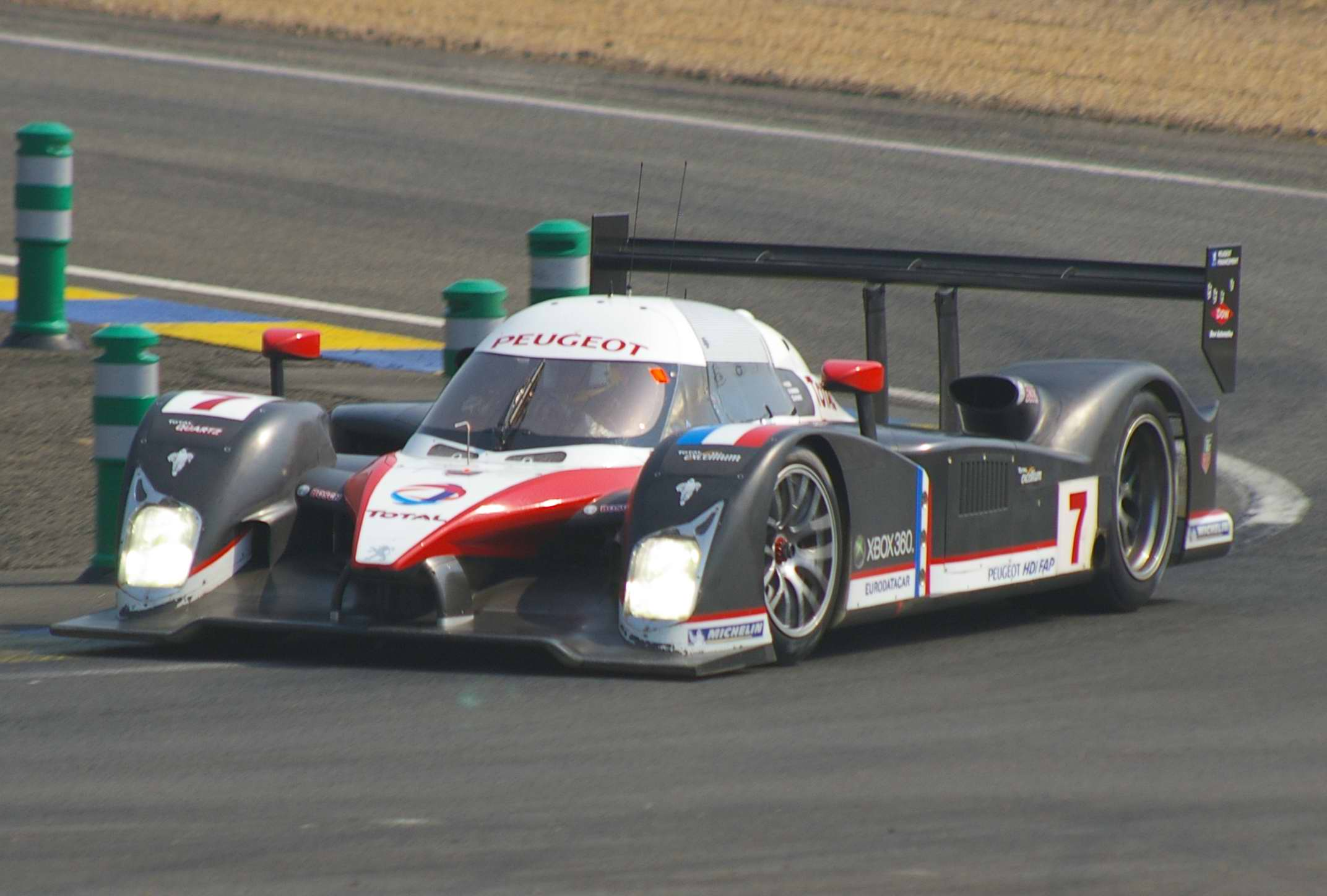
Jacques Villeneuve alla 24 ore di Le Mans 2007

Il 16 e il 17 giugno 2007, Jacques Villeneuve ha partecipato alla 24 ore di Le Mans alla guida della Peugeot 908 in equipaggio con i piloti Marc Gené e Nicolas Minassian. I tre piloti si trovavano in seconda posizione quando, a due ore dalla fine, la loro auto manifestò problemi meccanici che li condussero al definitivo ritiro.
2008
Il 14 e 15 giugno 2008 Jacques Villeneuve ha partecipato nuovamente alla 24 ore di Le Mans, sempre alla guida della Peugeot 908 e sempre in equipaggio con Marc Gené e Nicolas Minassian. Dopo aver dominato per ben più di metà corsa, il team di Villeneuve perse la prima posizione all'alba (ore 5:17); la vettura fu costretta a una lunga sosta ai box per il surriscaldamento del motore, anche se giocò un ruolo fondamentale l'incapacità della scuderia ad adeguarsi alla pioggia costante che si era abbattuta nottetempo sul circuito francese. Al contrario della Peugeot, l'Audi R10 guidata da Tom Kristensen, Rinaldo Capello e Allan McNish aveva un assetto adatto anche per il bagnato e, pur essendo meno veloce, poteva fare affidamento su consumi inferiori e quindi in definitiva disponeva della possibilità di effettuare meno soste ai box rispetto ai rivali.
Così Villeneuve e i suoi compagni, nonostante un progressivo riavvicinamento all'Audi, durante le ore della mattina (con pista meno bagnata) si classificarono al secondo posto assoluto, riuscendo comunque a concludere la gara a meno di un giro dal vincitore. In questo modo, Jacques Villeneuve ha perso l'occasione di eguagliare il britannico Graham Hill quale unico pilota ad aver vinto la 500 miglia di Indianapolis, il Campionato Mondiale di Formula 1 e la 24 Ore di Le Mans. Villeneuve poteva anche in qualche modo superare Hill perché vincitore del Campionato CART del 1995 e vantare così un record unico al mondo, solo sfiorato anche da Mario Andretti, cui - a parità di successi col canadese come vincitore della Indy 500, del Mondiale di F1 e della massima serie americana a ruote scoperte - è mancata proprio l'affermazione a Le Mans. Comunque, Jacques Villeneuve ha vinto nel 2008 la prestigiosa 1000 km di Spa una delle corse più importanti nell'endurance e nella Le Mans Series; si è trattato della sua prima vittoria dal 1997.
2023

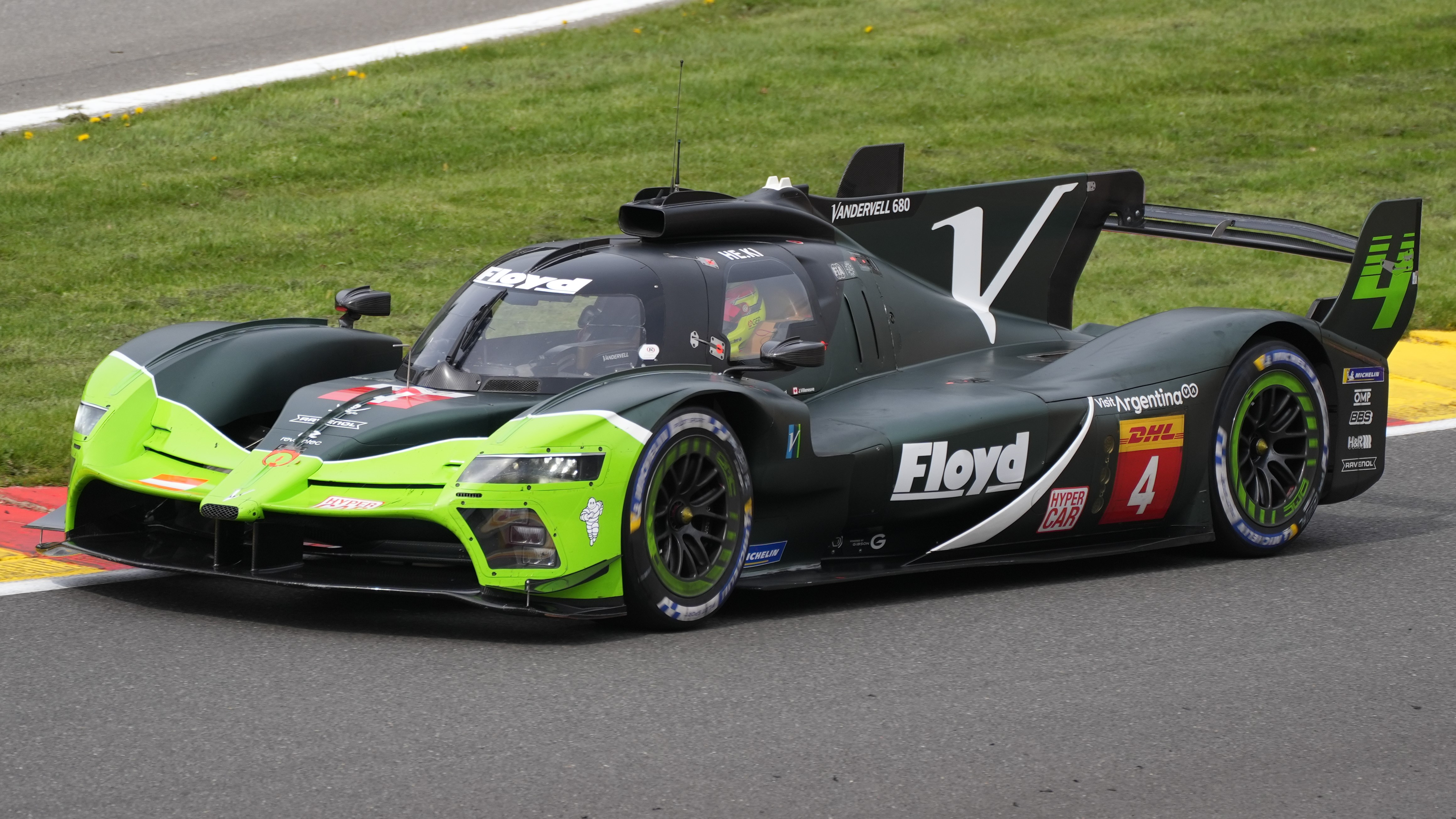
La Vanwall Vandervell 680 di Villeneuve durante la 6 ore di Spa 2023

Nel 2023 torna a competere nelle gare d'endurance partecipando al WEC con l'Hypercar, Vanwall Vandervell 680 del team Floyd Vanwall Racing Team.
Il 25 maggio dello stesso anno il team Floyd Vanwall Racing Team ne comunica l'esclusione dalla 24 Ore di Le Mans e di conseguenza il canadese decide di non proseguire il suo rapporto con la scuderia austriaca per il resto della stagione.

### Apparizioni in NASCAR

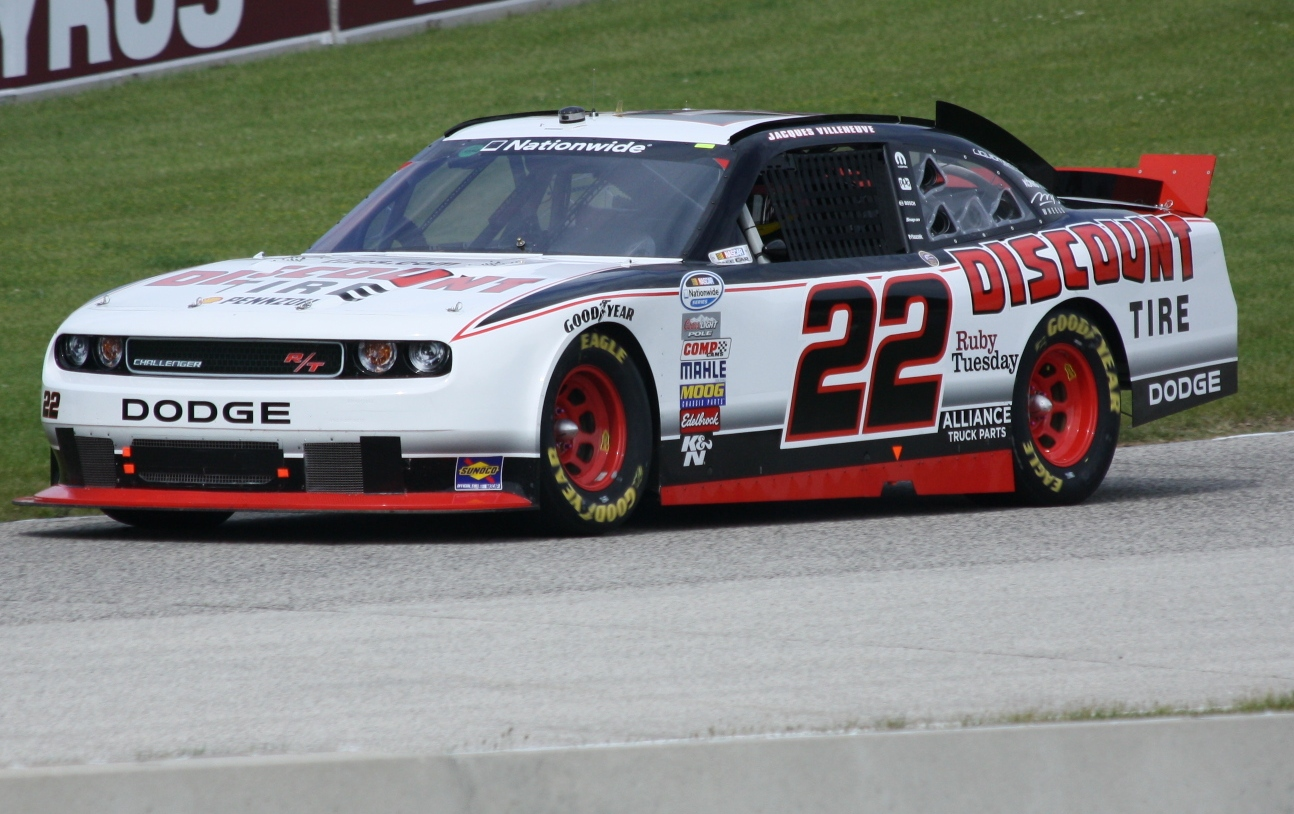
Jacques Villeneuve nella serie Nascar (2011)

Nel 2007 Villeneuve partecipò ad alcune gare della serie americana NASCAR, sia con i Truck che con le Stock car, con delle vetture Toyota ottenendo discreti risultati in qualifica. Nel 2008 doveva correre l'intera stagione con il team Bill Davis Racing nella Sprint Cup Series, ma dopo aver perso la sponsorizzazione Unicef e aver fallito la qualificazione alla Daytona 500 l'accordo con il team saltò. Nel 2010 prese parte alle due gare di Montréal e Road America nella serie NASCAR Nationwide. A Road America, si è qualificato secondo ed è rimasto in seconda posizione per gran parte della gara, venendo però costretto al ritiro per la rottura dell'alternatore nel giro finale.
Nel 2011 Villeneuve accettò di prendere in consegna, per le medesime due corse dell'anno precedente, la vettura di Brad Keselowski del Penske Racing, sempre nella Nationwide. A Road America, dopo essersi qualificato terzo, mantenne la posizione anche in gara, mentre sul circuito titolato a Gilles Villeneuve siglò la pole position e condusse per gran parte della gara prima di commettere un errore e concludere al 27º posto. Nel 2012, sempre con la medesima scuderia, Villeneuve giunse sesto a Road America dopo un discusso contatto con Danica Patrick, mentre a Montreal, partito terzo, dopo aver condotto più di metà gara al comando, vide sfumare la prima vittoria in NASCAR all'ultimo giro a causa di un lieve ma discusso tamponamento operato da Justin Allgaier poi vincitore della corsa; Villeneuve chiuse comunque al terzo posto.
Nel 2022 Villeneuve torna a correre nella NASCAR Pinty's Series, ha partecipato al 52° Grand Prix of Trois-Rivières, al volante della vettura #07 preparata dal team Dumoulin Competition.

### Campionato mondiale di rallycross e ritorno a Indianapolis
Per il 2014 venne annunciata la partecipazione di Villeneuve al nuovo campionato mondiale di rallycross FIA con la Peugeot 208 del Team Albatec Racing. Le gare avrebbero avuto luogo su dodici tracciati contraddistinti dall'alternanza tra asfalto e sterrato. L'esordio del canadese nella categoria era circondato da grandi aspettative, anche da parte del pilota stesso, ma di fatto i risultati furono molto inferiori alle attese. Solo in occasione della gara nella terra natia mostrò una discreta competitività, ma venne penalizzato dal distacco del serbatoio a seguito di un salto molto violento, vedendo sfumare un probabile piazzamento tra i primi sei. I suoi migliori risultati rimangono due quindicesimi posti e un totale di otto punti ottenuti.
Nel febbraio dello stesso anno Villeneuve annunciò, a 19 anni di distanza dalla vittoria che gli aprì le porte della Formula 1, che avrebbe preso parte alla 500 Miglia di Indianapolis, guidando la terza vettura del team Schmidt Motorsport. Dopo aver superato la prova necessaria per essere ammessi alla competizione, riuscì a qualificarsi ventisettesimo e al termine di una gara accorta si classificò al quattordicesimo posto, nello stesso giro del vincitore; un buon ritorno visto che il canadese non guidava una monoposto dal 2006, giungendo all'appuntamento dell'Indiana, praticamente senza aver mai potuto guidare con continuità per otto anni.

### Formula E

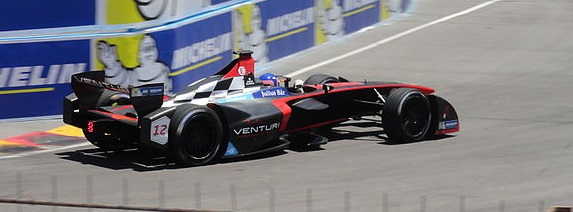
Villeneuve impegnato nelle qualifiche dell'E-Prix di Punta del Este.

Nel mese di agosto 2015, dopo aver eseguito alcuni test sul circuito Paul Ricard venne annunciata la partecipazione di Villeneuve al mondiale di Formula E con il Team Venturi. Nonostante l'iniziale entusiasmo del pilota canadese la sua carriera nella categoria durò appena tre gare: ottenne come miglior risultato un undicesimo posto e in Uruguay non riuscì nemmeno a prendere il via a seguito di un incidente durante le qualifiche. Poche settimane dopo annunciò di aver risolto consensualmente il contratto con il Team Venturi adducendo contrasti riguardanti il futuro della squadra.

## Vita privata
Jacques Villeneuve è figlio di Gilles e di Joann Barthe; ha anche una sorella, Melanie, e una sorellastra, Jessica, nata sul finire degli anni ottanta dal secondo matrimonio della madre. Durante la giovinezza spesso seguiva il padre nei fine settimana di gara, giacché egli aveva preso l'abitudine di portare con sé la famiglia durante le corse, vivendo in un motorhome. Dopo la tragica scomparsa del padre, avvenuta quando aveva 11 anni, la famiglia Villeneuve fu ospitata, per un certo periodo di tempo, da Patrick Tambay nella sua casa in Svizzera; il francese, già padrino di battesimo, fu mentore di Jacques, con cui conservò negli anni un ottimo rapporto.
Successivamente Villeneuve fu iscritto al Collegio Svizzero di Beusoleil, all'indirizzo scientifico, dove si dimostrò brillante scolaro e iniziò a incanalare la sua passione per la velocità sugli sci, sport che ha praticato anche a livello agonistico; proprio al collegio conobbe colui che sarebbe diventato il suo futuro manager, il maestro di sci Craig Pollock, con cui strinse una forte amicizia. Quando poi a 18 anni fu chiara la sua vocazione per il mondo delle corse, dovette lasciare la scuola, riuscendo comunque a continuare la sua istruzione per corrispondenza.
Dopo essere stato fidanzato con la pop star australiana Dannii Minogue negli anni novanta, ha sposato Johanna Martinez nel 2006: dalla relazione sono nati i figli Jules (2006) e Joakim (2007). La coppia ha poi divorziato nel luglio 2009. Villeneuve si è risposato nel 2012 con la brasiliana Camila Lopez, dalla quale ha avuto altri due figli, Benjamin ed Henri; anche questa unione si è conclusa col divorzio, nel 2021. Nel 2022 ha avuto il quinto figlio, Gilles, da Giulia Marra, sposata durante il Gran Premio di Las Vegas 2023 e che nello stesso anno ha dato alla luce anche la sestogenita Olivia.
Dal 2019 ha stabilito la propria residenza in Italia, a Somma Lombardo, in provincia di Varese; a inizio 2024 ha ricevuto la cittadinanza italiana.
Parla correntemente tre lingue (inglese, francese, italiano); nell'ambiente della Formula 1, ma anche all'esterno del paddock, è sempre stato noto per essere un personaggio molto carismatico, dall'atteggiamento estremamente schietto e aperto su molte tematiche.
Durante la carriera si fece notare anche per i molti cambi di look: ai tempi dell'esordio in Formula 1 amava utilizzare tinture per capelli, celebre quella biondo platino del biennio 1997/1998, utilizzata successivamente anche da Valentino Rossi, all'epoca suo fan, per poi cambiare lasciando i capelli al loro stato naturale e facendosi crescere la barba in stile disimpegnato negli anni duemila. Indossava un abbigliamento casual e la sua tuta da gara era più grande almeno di una taglia rispetto a quella reale: al riguardo, sosteneva di volersi sentire comodo al volante come con una sorta di pigiama.
Nel giugno 2006 Villeneuve ha iniziato la distribuzione del suo primo disco da cantautore, Private Paradise, cantato in lingua francese canadese. Il pilota ha scritto la maggior parte delle canzoni e delle melodie, suonando anche la chitarra folk e il pianoforte. In questo album vi è anche una canzone cantata in collaborazione con la sorella, intitolata Father, dedicata al padre. È stato anche proprietario di un noto ristorante a Montréal chiamato NewTown (traduzione inglese del suo cognome), ma la struttura è stata venduta nel 2009.
Jacques Villeneuve è stato inserito nella Canada's Walk of Fame nel 1998 e ha vinto due volte il Lou Marsh Trophy come miglior sportivo canadese dell'anno (1995 e 1997); inoltre è stato insignito come Ufficiale dell'Ordine Nazionale del Quebec (1998).

## Risultati

### Risultati in Formula 1
| 1996 | Scuderia | Vettura |   |     |   |   |    |     |   |   |   |   |   |   |   |   |   |     |  |  |  | Punti | Pos. |
| ---- | -------- | ------- | - | --- | - | - | -- | --- | - | - | - | - | - | - | - | - | - | --- |  |  |  | ----- | ---- |
| 1996 | Williams | FW18    | 2 | Rit | 2 | 1 | 11 | Rit | 3 | 2 | 2 | 1 | 3 | 1 | 2 | 7 | 1 | Rit |  |  |  | 78    | 2º   |

| 1997 | Scuderia | Vettura |     |   |   |     |     |   |     |   |   |     |   |   |   |   |   |    |   |  |  | Punti | Pos. |
| ---- | -------- | ------- | --- | - | - | --- | --- | - | --- | - | - | --- | - | - | - | - | - | -- | - |  |  | ----- | ---- |
| 1997 | Williams | FW19    | Rit | 1 | 1 | Rit | Rit | 1 | Rit | 4 | 1 | Rit | 1 | 5 | 5 | 1 | 1 | SQ | 3 |  |  | 81    | 1º   |

| 1998 | Scuderia | Vettura |   |   |     |   |   |   |    |   |   |   |   |   |     |     |   |   |  |  |  | Punti | Pos. |
| ---- | -------- | ------- | - | - | --- | - | - | - | -- | - | - | - | - | - | --- | --- | - | - |  |  |  | ----- | ---- |
| 1998 | Williams | FW20    | 5 | 7 | Rit | 4 | 6 | 5 | 10 | 4 | 7 | 6 | 3 | 3 | Rit | Rit | 8 | 6 |  |  |  | 21    | 5º   |

| 1999 | Scuderia | Vettura |     |     |     |     |     |     |     |     |     |     |     |    |   |    |     |   |  |  |  | Punti | Pos. |
| ---- | -------- | ------- | --- | --- | --- | --- | --- | --- | --- | --- | --- | --- | --- | -- | - | -- | --- | - |  |  |  | ----- | ---- |
| 1999 | BAR      | 01      | Rit | Rit | Rit | Rit | Rit | Rit | Rit | Rit | Rit | Rit | Rit | 15 | 8 | 10 | Rit | 9 |  |  |  | 0     | 21º  |

| 2000 | Scuderia | Vettura |   |     |   |    |     |     |   |    |   |   |   |    |   |     |   |   |   |  |  | Punti | Pos. |
| ---- | -------- | ------- | - | --- | - | -- | --- | --- | - | -- | - | - | - | -- | - | --- | - | - | - |  |  | ----- | ---- |
| 2000 | BAR      | 002     | 4 | Rit | 5 | 16 | Rit | Rit | 7 | 15 | 4 | 4 | 8 | 12 | 7 | Rit | 4 | 6 | 5 |  |  | 17    | 7º   |

| 2001 | Scuderia | Vettura |     |     |   |     |   |   |   |     |   |     |   |   |   |   |   |     |    |  |  | Punti | Pos. |
| ---- | -------- | ------- | --- | --- | - | --- | - | - | - | --- | - | --- | - | - | - | - | - | --- | -- |  |  | ----- | ---- |
| 2001 | BAR      | 003     | Rit | Rit | 7 | Rit | 3 | 8 | 4 | Rit | 9 | Rit | 8 | 3 | 9 | 8 | 6 | Rit | 10 |  |  | 12    | 7º   |

| 2002 | Scuderia | Vettura |     |   |    |   |   |    |     |     |    |   |     |     |     |   |   |   |     |  |  | Punti | Pos. |
| ---- | -------- | ------- | --- | - | -- | - | - | -- | --- | --- | -- | - | --- | --- | --- | - | - | - | --- |  |  | ----- | ---- |
| 2002 | BAR      | 004     | Rit | 8 | 10 | 7 | 7 | 10 | Rit | Rit | 12 | 4 | Rit | Rit | Rit | 8 | 9 | 6 | Rit |  |  | 4     | 12º  |

| 2003 | Scuderia | Vettura |   |     |   |     |     |    |     |     |     |   |    |   |     |   |     |  |  |  |  | Punti | Pos. |
| ---- | -------- | ------- | - | --- | - | --- | --- | -- | --- | --- | --- | - | -- | - | --- | - | --- |  |  |  |  | ----- | ---- |
| 2003 | BAR      | 005     | 9 | Rit | 6 | Rit | Rit | 12 | Rit | Rit | Rit | 9 | 10 | 9 | Rit | 6 | Rit |  |  |  |  | 6     | 16º  |

| 2004 | Scuderia | Vettura |  |  |  |  |  |  |  |  |  |  |  |  |  |  |  |    |    |    |  | Punti | Pos. |
| ---- | -------- | ------- |  |  |  |  |  |  |  |  |  |  |  |  |  |  |  | -- | -- | -- |  | ----- | ---- |
| 2004 | Renault  | R24     |  |  |  |  |  |  |  |  |  |  |  |  |  |  |  | 11 | 10 | 10 |  | 0     |      |

| 2005 | Scuderia | Vettura |    |     |    |   |     |    |    |   |    |   |    |    |     |    |    |   |    |    |    | Punti | Pos. |
| ---- | -------- | ------- | -- | --- | -- | - | --- | -- | -- | - | -- | - | -- | -- | --- | -- | -- | - | -- | -- | -- | ----- | ---- |
| 2005 | Sauber   | C24     | 13 | Rit | 11 | 4 | Rit | 11 | 13 | 9 | NP | 8 | 14 | 15 | Rit | 11 | 11 | 6 | 12 | 12 | 10 | 9     | 14º  |

| 2006 | Scuderia   | Vettura |     |   |   |    |   |    |    |   |     |     |    |     |  |  |  |  |  |  |  | Punti | Pos. |
| ---- | ---------- | ------- | --- | - | - | -- | - | -- | -- | - | --- | --- | -- | --- |  |  |  |  |  |  |  | ----- | ---- |
| 2006 | BMW Sauber | F1.06   | Rit | 7 | 6 | 12 | 8 | 12 | 14 | 8 | Rit | Rit | 11 | Rit |  |  |  |  |  |  |  | 7     | 15º  |

| Legenda | 1º posto     | 2º posto | 3º posto    | A punti         | Senza punti/Non class.  | Grassetto – Pole position Corsivo – Giro più veloce |
| Legenda | Squalificato | Ritirato | Non partito | Non qualificato | Solo prove/Terzo pilota | Grassetto – Pole position Corsivo – Giro più veloce |

### Risultati Formula E
| Anno    | Squadra            | Vettura                   | 1      | 2      | 3      | 4   | 5   | 6   | 7   | 8   | 9   | 10  | Punti | Posizione |
| ------- | ------------------ | ------------------------- | ------ | ------ | ------ | --- | --- | --- | --- | --- | --- | --- | ----- | --------- |
| 2015-16 | Venturi Grand Prix | Spark-Venturi VM200-FE-01 | PEC 14 | PUT 11 | PDE NQ | BNA | MEX | LHB | PAR | BER | LON | LON | 0     | 20º       |

### Risultati nel WEC
| Anno    | Squadra                   | Classe   | Vettura                | SEB | ALG | SPA | LMS | MON | FUJ | BHR | Punti | Pos. |
| ------- | ------------------------- | -------- | ---------------------- | --- | --- | --- | --- | --- | --- | --- | ----- | ---- |
| 2023    | Floyd Vanwall Racing Team | Hypercar | Vanwall Vandervell 680 | 8   | Rit | Rit |     |     |     |     | 6     | 18°  |
| Legenda |                           |          |                        |     |     |     |     |     |     |     |       |      |

* Stagione in corso.

### Risultati 24 Ore di Le Mans
| Anno | Team               | Co-Piloti                   | Auto                | Classe | Giri | Pos. | Classe Pos. |
| ---- | ------------------ | --------------------------- | ------------------- | ------ | ---- | ---- | ----------- |
| 2007 | Team Peugeot Total | Nicolas Minassian Marc Gené | Peugeot 908 HDi FAP | LMP1   | 338  | Rit  | Rit         |
| 2008 | Team Peugeot Total | Nicolas Minassian Marc Gené | Peugeot 908 HDi FAP | LMP1   | 381  | 2°   | 2°          |

## Stile di guida e casco

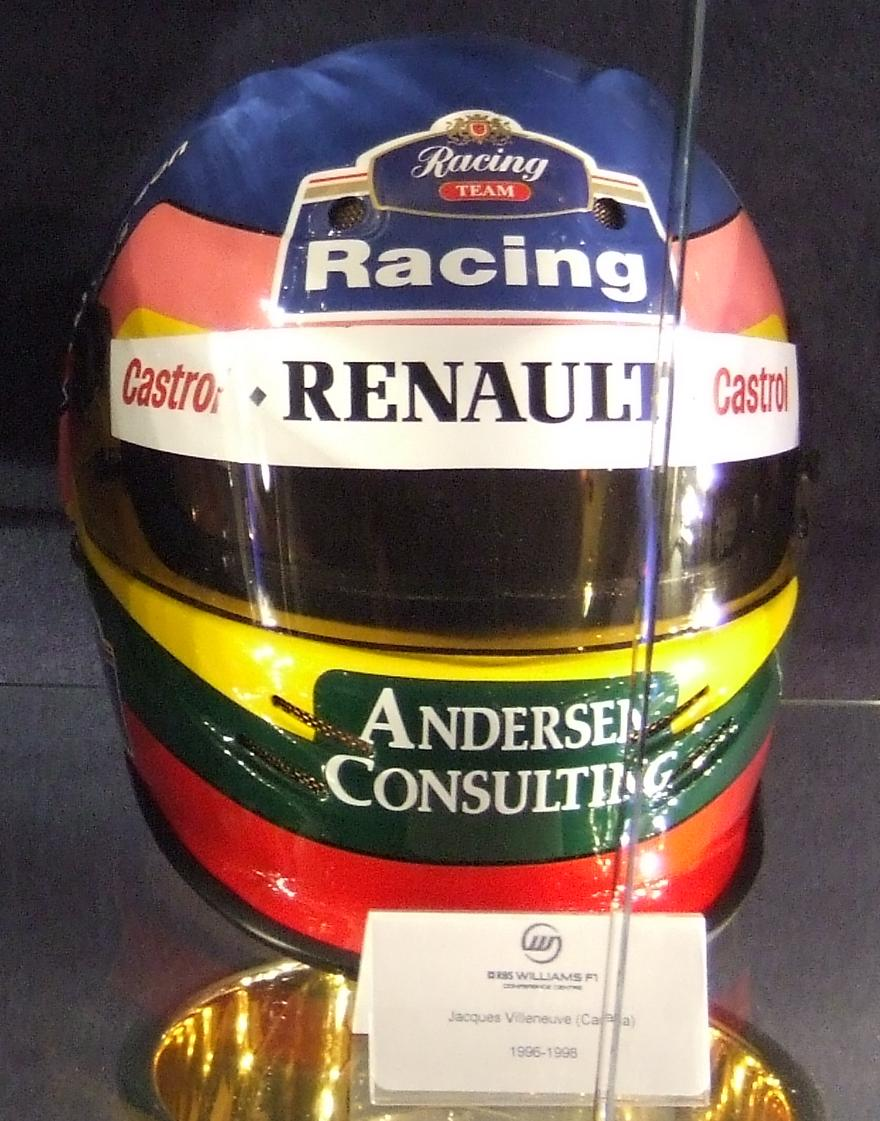
Casco utilizzato da Jacques Villeneuve nel 1997

Il giornalista Mark Hughes descrive la guida di Villeneuve come "spettacolare" e "decisa". Villeneuve ha spesso superato il limite della pista disponibile per aumentare il più possibile il suo slancio. Ha fornito ai suoi ingegneri suggerimenti che Maurice Hamilton ha scritto essere "così lontani dalla norma al punto da essere diametralmente opposti alla pratica standard, a volte dando l'impressione di essere perseguiti solo per il gusto di farlo." Villeneuve preferisce guidare su pneumatici slick e senza ausili elettronici alla guida. Ha trovato difficile adattarsi all'assistenza alla guida e quindi ha corso con un controllo della trazione inferiore rispetto ai suoi compagni di squadra, poiché preferiva non gestire il sistema di antibloccaggio dei freni posteriori né utilizzare il controllo della trazione pesante. Ciò ha richiesto a Villeneuve di modificare il suo stile di guida e di correre meno rischi fino alla sua uscita dalla F1 nel 2006.
A partire dai 18 anni, Jacques Villeneuve ha sempre utilizzato un casco multicolore a base gialla, con la parte superiore blu e varie linee di color rosa, verde e rosso presenti nel resto della superficie. Disse di averlo progettato scarabocchiando su un foglio; la linea rosa forma una «V» su entrambi i lati, ma l'effetto non fu intenzionale. Alcuni credono che i colori fossero ispirati a un maglione della madre Joann.
Villeneuve stesso affermò di non aver mai modificato il disegno del proprio casco, ritenendo che esso rappresenti lo spirito del pilota che lo indossa e che quindi vada conservato per tutta la carriera.